# Rio Carnaval 2022
Rio Carnaval 2022 é um álbum com os sambas de enredo das escolas de samba do Grupo Especial do Rio de Janeiro para o carnaval do ano de 2022. Foi lançado nas plataformas de streaming de áudio em 7 de novembro de 2021. O álbum foi distribuído pela Universal Music, com produção fonográfica da Editora Musical Escola de Samba (Edimusa) e selo musical da Gravadora Escola de Samba (Gravasamba). Foi gravado no estúdio Cia. dos Técnicos, em Copacabana, no Rio, com produção de Mário Jorge Bruno; direção artística de Hélio Motta; e arranjos musicais de Alceu Maia, Jorge Cardoso e Rafael Prates.
Campeã do carnaval de 2020, a Unidos do Viradouro estampa a capa do álbum e é a faixa de abertura do disco com um samba, em forma de carta, sobre o carnaval de 1919, realizado ao fim da pandemia de gripe espanhola. Vice-campeã de 2020, a Grande Rio apresenta um samba sobre Exu. Carlinhos Brown estreia como compositor de samba-enredo assinando a obra da Mocidade Independente de Padre Miguel, sobre Oxóssi. Contando a lenda do guaraná, o samba da Unidos da Tijuca é interpretado por Wantuir e sua filha, Wic Tavares, efetivada como intérprete da escola ao lado do pai. A obra da São Clemente homenageia o humorista Paulo Gustavo, morto em maio de 2021, vítima da COVID-19. Campeã da Série A (segunda divisão do carnaval) de 2020, a Imperatriz Leopoldinense retorna ao Grupo Especial com um samba em homenagem ao carnavalesco Arlindo Rodrigues, morto em 1987.
Diversos sambas exaltam a cultura negra e homenageiam afro-brasileiros. A canção da Paraíso do Tuiuti celebra histórias de luta de negros. A Beija-Flor apresenta um samba com mensagens antirracistas. A obra do Salgueiro aborda a contribuição de negros em diversos setores da sociedade. A canção da Portela, sobre os baobás, árvores milenares de origem africana, também exalta a cultura afro-brasileira. A Unidos de Vila Isabel homenageia seu presidente de honra, o cantor e compositor Martinho da Vila. A Mangueira também homenageia personalidades importantes de sua história: o cantor e compositor Cartola; o intérprete Jamelão; e o mestre-sala Delegado. O samba da Beija-Flor foi o único a receber nota máxima de todos os julgadores no Desfile das Escolas de Samba de 2022. As obras de Grande Rio e Mocidade foram as mais premiadas do ano.

## Antecedentes

### Cancelamento do carnaval de 2021
Na quarta-feira de cinzas do carnaval de 2020, dia 26 de fevereiro de 2020, o Ministério da Saúde do Brasil confirmou o primeiro caso de COVID-19 no país: um homem de 61 anos, morador da cidade de São Paulo e recém chagado da Itália. Com a confirmação de novos casos no Brasil e o avanço da doença em todo o mundo, as escolas de samba suspenderam atividades, fecharam instalações e adiaram eventos. Em setembro de 2020, a Liga Independente das Escolas de Samba decidiu adiar o desfile de 2021 para outra data, fora do carnaval. Foi cogitado realizar o evento entre os meses de maio e julho de 2021. Mais tarde, com o avanço da pandemia, o desfile de 2021 foi oficialmente cancelado, sendo a primeira vez, desde a criação do concurso, em 1932, que o evento não foi realizado. Com o avanço da vacinação contra a COVID e a queda na quantidade de mortes pela doença, as escolas começaram a se preparar para o carnaval de 2022. Com o aumento dos casos de COVID no país, devido ao avanço da variante Ómicron, o desfile das escolas de samba que ocorreriam no carnaval de 2022 foram adiados para abril do mesmo ano, durante o feriado de Tiradentes.

### Escolas trocam de equipes
Com o agravamento da pandemia, as escolas paralisaram as atividades presenciais nas quadras e barracões, mas seguiram se preparando para o desfile futuro. Campeã da Série A (segunda divisão do carnaval) de 2020 e promovida de volta ao Grupo Especial, de onde foi rebaixada em 2019, a Imperatriz Leopoldinense recontratou a carnavalesca Rosa Magalhães, que esteve à frente da escola entre 1992 e 2009. A escola também contratou Bruno Ribas para formar um trio de intérpretes com Arthur Franco e Preto Jóia. Mais tarde, Preto foi desligado da escola, que manteve Arthur e Bruno. A São Clemente efetivou seu cantor de apoio, Maninho, ao posto de intérprete oficial da agremiação junto à Leozinho Nunes. Em 2020, Leozinho cantou junto com Bruno Ribas e Grazzi Brasil, que não continuaram na escola. A São Clemente também trocou de carnavalesco. Com a saída de Jorge Silveira para o carnaval de São Paulo, a agremiação contratou os carnavalescos João Vitor Araújo e Tiago Martins. Mais tarde, a escola dispensou João, mantendo Tiago sozinho como carnavalesco.
O carnavalesco Jack Vasconcelos se desligou da Mocidade Independente de Padre Miguel, sendo substituído por Fábio Ricardo. O carnavalesco Paulo Barros se desligou da Unidos da Tijuca, sendo substituído por Jack Vasconcelos. A Tijuca também efetivou a cantora Wic Tavares como intérprete oficial da escola junto com seu pai, Wantuir. Paulo Barros foi contratado pela Paraíso do Tuiuti, escola pela qual teve uma passagem marcante em 2003. A Tuiuti também contratou o intérprete Carlos Jr para formar dupla com Celsinho Mody. Em comum acordo, Beija-Flor e Cid Carvalho decidiram encerrar a parceria. A escola manteve apenas Alexandre Louzada como carnavalesco.

### Escolha dos enredos

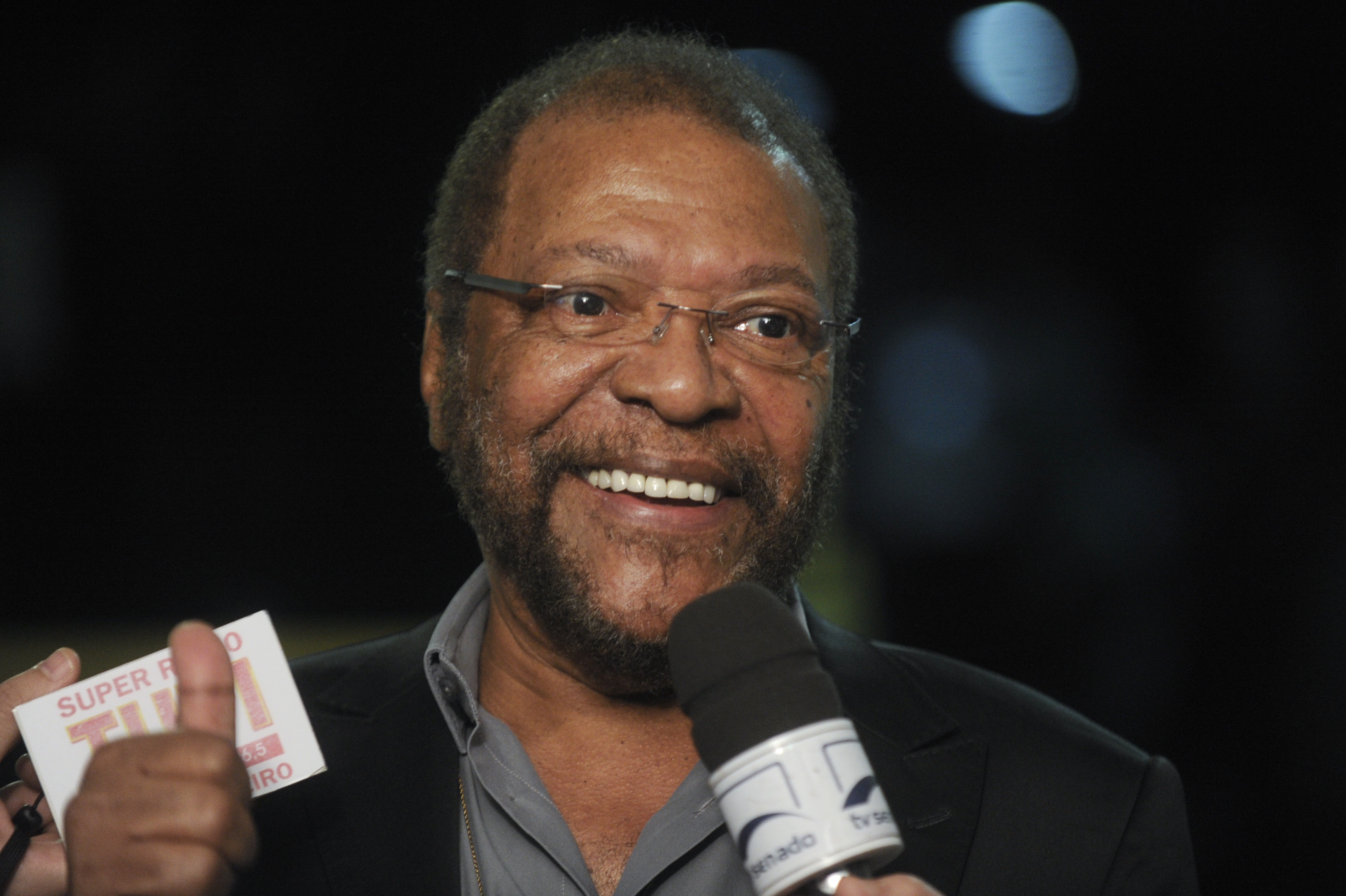
Martinho da Vila é o enredo da Vila Isabel para o carnaval de 2022.

A Unidos de Vila Isabel foi a primeira escola a confirmar seu enredo para o carnaval de 2021, posteriormente adiado para 2022. No dia 2 de março de 2020, a escola divulgou que homenagearia o cantor e compositor Martinho da Vila, presidente de honra da agremiação. O enredo "Canta, Canta Minha Gente! A Vila É de Martinho!" é assinado pelo carnavalesco Edson Pereira em seu terceiro carnaval na agremiação. No desfile das campeãs de 2020, o presidente da Mocidade anunciou que a escola teria o azeite como enredo. Posteriormente, no dia 10 de março de 2020, a escola divulgou seu enredo sobre Oxóssi. O enredo é um pedido antigo da comunidade da escola, já que uma das marcas da Não Existe Mais Quente, bateria da agremiação, é o toque de caixa em homenagem à Oxóssi. O enredo "Batuque ao Caçador" é assinado pelo carnavalesco Fábio Ricardo e aborda a ligação do orixá com a bateria da escola.
"Vamos contar a história do orixá e mostrar todas as referências que o ligam a Mocidade. Quero que as pessoas entendam o porquê de Oxóssi ter as características que tem. Acredito que isso nunca tenha sido abordado desta forma no carnaval. Plasticamente busquei referências que ainda não passaram na Avenida. Acho importante citar a questão do racismo. Hoje não tem como falar de um orixá no carnaval sem buscar a afirmação do povo negro, do samba e das religiões de matriz africana. Não é o mote principal do enredo, mas não tem como deixar de abordar."
— Fábio Ricardo, carnavalesco da Mocidade, sobre o enredo da escola.

Campeã do carnaval de 2020, a Unidos do Viradouro anunciou seu enredo no dia 23 de abril de 2020. "Não Há Tristeza que Possa Suportar Tanta Alegria" é assinado pelo casal de carnavalescos Marcus Ferreira e Tarcísio Zanon. O enredo trata do carnaval de 1919, quando os cariocas foram às ruas para celebrar o fim da pandemia de gripe espanhola. O carnaval daquele ano é considerado por muitos como o maior do século 20. O enredo foi inspirado no livro "O Carnaval da Guerra e da Gripe", do escritor e jornalista Ruy Castro. O título do enredo é um verso de uma marchinha cantada em 1919 pelo Clube dos Democráticos, uma das principais sociedades carnavalescas da época. A Beija-Flor divulgou seu enredo através de suas redes sociais no dia 7 de junho de 2020. "Empretecer o Pensamento É Ouvir a Voz da Beija-Flor" exalta a intelectualidade negra e o combate ao racismo. A escola convidou artistas negros para auxiliar o carnavalesco Alexandre Louzada.

Vice-campeã do carnaval de 2020, a Grande Rio divulgou seu enredo à meia-noite de 13 de junho de 2020, data comemorativa de Exu. "Fala, Majeté! Sete Chaves de Exu" é assinado por Gabriel Haddad, Leonardo Bora e Vinícius Natal. O enredo tem como tema Exu, cultuado no Candomblé e na Umbanda. O título do enredo faz referência à catadora de lixo Estamira, morta em 2011, que parecia se comunicar com Exu por meio de um telefone usando a frase "Câmbio, Exu. Fala, Majeté!". Protagonista de um premiado documentário com seu nome, Estamira vivia no aterro sanitário de Jardim Gramacho, em Duque de Caxias, cidade-sede da Grande Rio. O anuncio do enredo repercutiu nas redes sociais, figurando entre os assuntos mais comentados no Twitter.
"Estamos falando de novas epistemologias, que muitos pensadores e artistas contemporâneos têm trabalhado. Não é por acaso que Exu tem aparecido tanto na arte urbana, nos museus, na música, na literatura, nas bandeiras que tanta gente está levantando. É uma resposta aos tempos do hoje e uma proposta também. Ocupamos um lugar privilegiado enquanto narradores e precisamos, mais do que nunca, usar esse espaço para combater o racismo epistêmico e o racismo religioso. Nada foi mais demonizado que Exu, por isso vamos raspar o fundo. A gente quer cada vez mais Exu nas escolas e nas escolas de samba."
— Vinícius Natal, historiador, antropólogo e autor do enredo junto aos carnavalescos da Grande Rio.

 

No dia 3 de julho de 2020, a Portela divulgou seu enredo, sobre histórias e a simbologia dos baobás, árvores gigantescas e milenares de origem africana. O enredo "Igi Osè Babobá" é assinado pelo casal de carnavalescos Renato Lage e Márcia Lage. No dia 8 de julho de 2020, o Salgueiro divulgou seu enredo, "Resistência", sobre a luta dos negros para garantir a preservação de aspectos da própria cultura, fé e sobrevivência. O enredo é assinado pela historiadora Helena Theodoro, com concepção de Eduardo Pinto e Marcelo Pires, integrantes da Diretoria Cultural do Salgueiro e desenvolvimento do carnavalesco Alex de Souza.
"O Salgueiro é pioneiro em revelar a questão preta no Brasil e alçar ao seu devido lugar de destaque personagens da nossa história. Desta vez, estamos juntos, eu e o Departamento Cultural, para realizar este trabalho que tem a chancela da Helena (Theodoro), uma mulher preta, escritora, ativista e salgueirense. Estamos felizes com a contribuição dela neste projeto que nasceu dentro de um espectro de luta, afinal, vivemos um momento de transformação do mundo e das pessoas."
— Alex de Souza, carnavalesco do Salgueiro.

A Unidos da Tijuca divulgou seu enredo no dia 1 de outubro de 2020. Assinado pelo carnavalesco Jack Vasconcelos, o enredo "Wanarã - A Reexistência Vermelha" conta uma lenda sobre a origem do guaraná e a formação do povo indígena Sateré Mawé. No dia 22 de outubro de 2020 a Imperatriz Leopoldinense anunciou seu enredo em homenagem ao carnavalesco Arlindo Rodrigues, morto em 1987. Arlindo foi carnavalesco da escola em 1980 e 1981, quando a Imperatriz conquistou seus dois primeiros títulos de campeã do carnaval. O enredo "Meninos Eu Vivi... Onde Canta o Sabiá, Onde Cantam Dalva e Lamartine" é assinado pela carnavalesca Rosa Magalhães. O título do enredo faz referência aos enredos de Arlindo de 1981 ("O Teu Cabelo não Nega", em homenagem à Lamartine Babo); de 1982 ("Onde Canta o Sabiá"); e o último desfile de Arlindo, em 1987 ("Estrela Dalva", em homenagem à Dalva de Oliveira). A homenagem à Arlindo era um desejo de Luizinho Drumond, presidente da Imperatriz, morto meses antes, em 1 de julho de 2020.

No dia 17 de dezembro de 2020, a Estação Primeira de Mangueira anunciou seu enredo em homenagem à três importantes personalidades de sua história: o cantor e compositor Cartola, morto em 1980; o intérprete Jamelão, morto em 2008; e o mestre-sala Delegado, morto em 2012. O enredo "Angenor, José e Laurindo" é assinado pelo carnavalesco Leandro Vieira, e seu título faz referência aos nomes de batismo dos homenageados: Angenor de Oliveira (Cartola), José Bispo Clementino dos Santos (Jamelão) e Hélio Laurindo da Silva (Mestre Delegado).
Paraíso do Tuiuti e São Clemente chegaram a anunciar seus enredos em 2020, mas mudaram seus temas ao decorrer de 2021. Em maio de 2020, a Tuiuti anunciou seu enredo "Soltando os Bichos", sobre proteção dos animais. A escola chegou a realizar uma disputa de samba-enredo, que foi vencida pelos compositores Mumuzinho, Moacyr Luz, Júlio Alves, Pier e Cláudio Russo. No dia 10 de abril de 2021, a Tuiuti anunciou seu novo enredo, "Ka Ríba Tí Ÿe - Que Nossos Caminhos se Abram. O Tuiuti Canta Histórias de Luta, Sabedoria e Resistência Negra". Segundo o carnavalesco Paulo Barros, o enredo anterior estava pronto "só no papel". E que ao fazer novas pesquisas, descobriu o novo tema e apresentou a ideia ao presidente da escola, Renato Thor, que concordou com a mudança.
Em 21 de julho de 2020, a São Clemente anunciou seu enredo, "Ubuntu", sobre a filosofia originária dos povos bantus que trata da importância dos laços entre as pessoas. No dia 7 de maio de 2021, a escola anunciou a troca do seu enredo para homenagear o humorista Paulo Gustavo, morto três dias antes, em 4 de maio, vítima da COVID-19. A troca foi sugerida pelo carnavalesco Milton Cunha, que assinou o enredo "Minha Vida É Uma Peça". O carnavalesco da escola, Tiago Martins, ficou responsável por desenvolver o desfile.

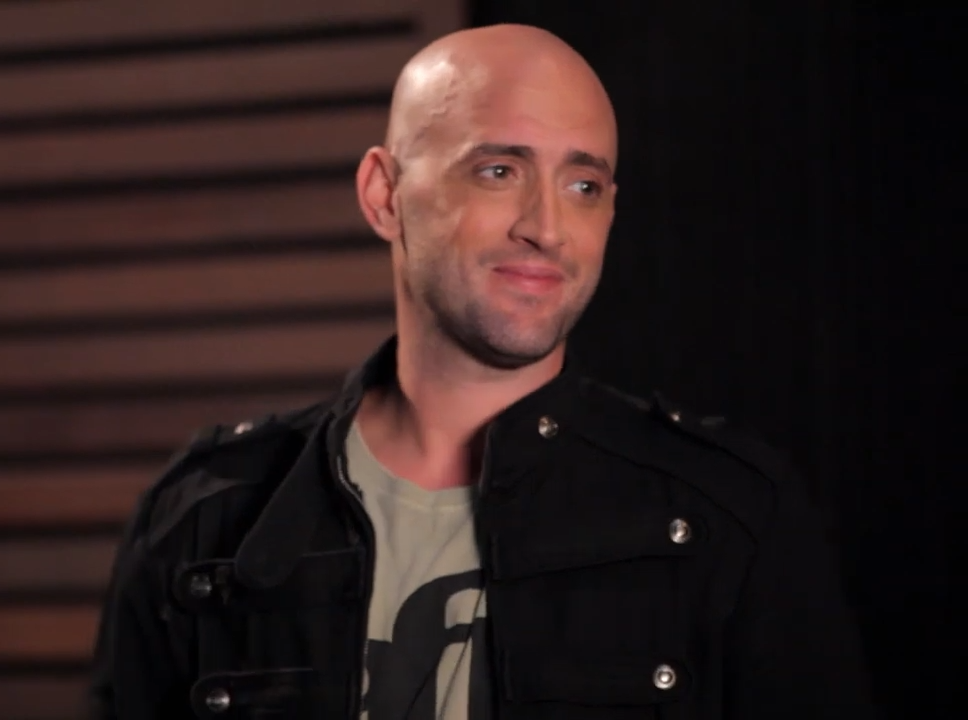
Paulo Gustavo é o enredo da São Clemente para o carnaval de 2022.

"O Paulo era uma figura sensacional. Ele era alegre, irreverente e crítico. Um cara que sempre colocou a família em primeiro lugar. Em 2013, quando falamos sobre novelas, ele esteve conosco na avenida. A São Clemente foi a única escola que ele desfilou na vida. Tenho certeza que faremos uma linda homenagem, podem ter certeza. O Milton (Cunha) me ligou falando sobre a obra e a vida do Paulo Gustavo. A história me emocionou e tocou meu coração. Nós iríamos falar sobre o Ubuntu, que é uma filosofia sustentada pela solidariedade, partilha, respeito e generosidade. Como disse o Milton, o Paulo carregava tudo isso dentro dele. Vamos conversar com o Tiago Martins, desenvolver o enredo e fazer um lindo e emocionante carnaval."
— Renato Almeida Gomes, presidente da São Clemente.

### Seleção do Samba
Em setembro de 2020, em uma reunião da LIESA, o então diretor de marketing da entidade, Gabriel David, anunciou uma articulação junto à TV Globo para que a emissora transmitisse, ao vivo, as finais das disputas de samba-enredo das escolas do Grupo Especial. Na ocasião, a Globo já havia aprovado o projeto, que seria de um programa no estilo talent show, mas sem a participação do público. A data estudada para levar o programa ao ar seria entre novembro de 2020 e fevereiro de 2021. Com o cancelamento do carnaval, o programa da Globo foi adiado e somente em julho de 2021, o então presidente da LIESA, Jorge Perlingeiro, confirmou a retomada da produção do projeto.

## Escolha dos sambas

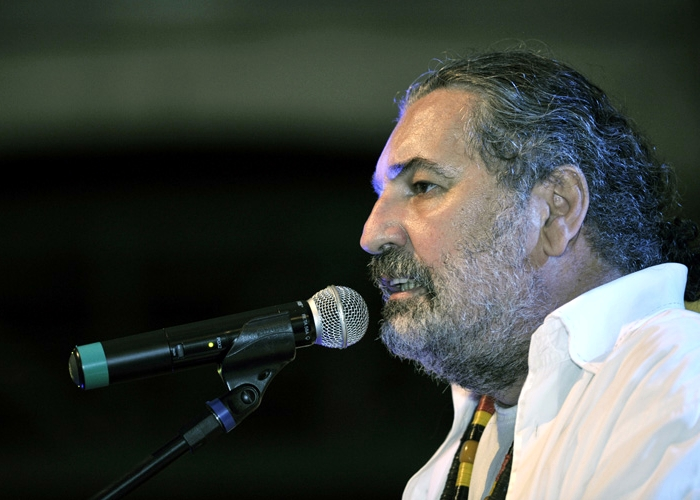
Moacyr Luz está entre os autores dos sambas da Mangueira e da Tuiuti.

Algumas escolas iniciaram suas disputas ainda em 2020, mas por causa do agravamento da pandemia e o cancelamento do carnaval de 2021, tiveram que suspender os concursos. Todas as disputas foram retomadas em julho de 2021 após a TV Globo confirmar a realização do programa com as finais dos concursos de cada escola. Na ocasião, apenas Tuiuti e São Clemente, que trocaram seus enredos, ainda não haviam iniciado suas disputas. O programa Seleção do Samba foi gravado na Cidade do Samba, entre os dias 28 de setembro e 1 de outubro de 2021, sendo três escolas por dia. Como os sambas vencedores seriam anunciados durante as gravações, a emissora concluiu que seria difícil manter em segredo os resultados e liberou as escolas para divulgarem seus sambas escolhidos logo após as gravações. Cada agremiação levou três sambas para disputar a final.

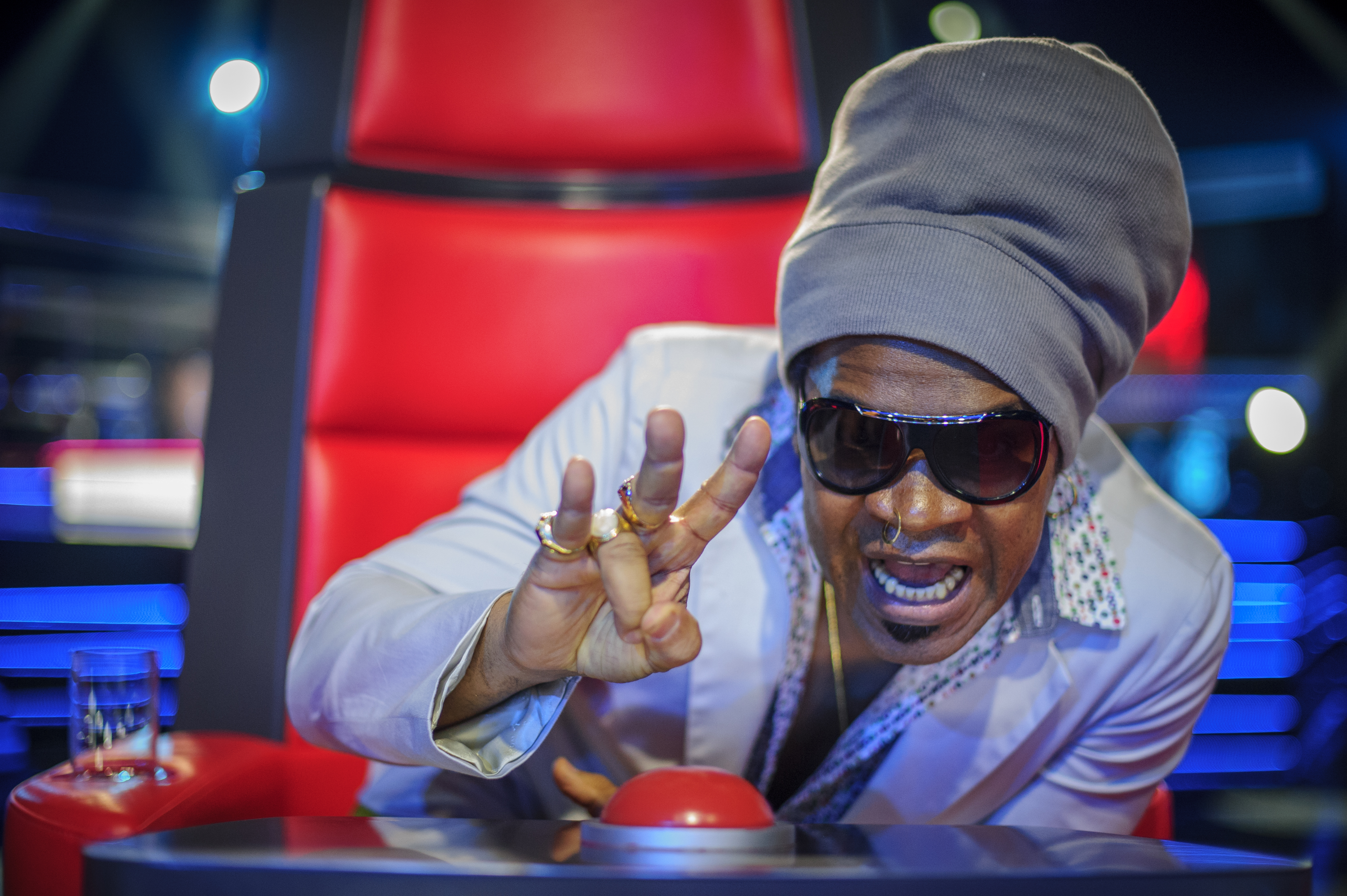
Carlinhos Brown faz sua estreia como compositor de samba-enredo assinando o samba da Mocidade.

A Mangueira foi a primeira escola a gravar sua final, na manhã de 28 de setembro de 2021. Venceu a obra dos compositores Moacyr Luz, Pedro Terra, Bruno Souza e Leandro Almeida. Todos assinam um samba na escola pela primeira vez. No dia seguinte à escolha do samba, o compositor Leandro Almeida morreu, vítima de câncer de pulmão recém descoberto. O concurso promovido pela escola começou em janeiro de 2021 com 51 sambas em disputa. Dia 28 à tarde, foi a vez da São Clemente escolher seu samba para o carnaval de 2022. Venceu a obra dos compositores Claudio Filé, James Bernardes, Arlindinho Cruz, Braguinha, Colaço, Marcus Lopes, Caio, Tinguinha, Danilo, Gustavinho, Kaike Vinicius e Igor Leal. A escola foi a última a iniciar sua disputa, no dia 2 de setembro de 2021, recebendo a inscrição de quinze obras. A Mocidade encerrou o dia de gravações, escolhendo seu samba na noite de 28 de setembro. Venceu a obra dos compositores Carlinhos Brown, Diego Nicolau, Richard Valença, Orlando Ambrosio, Gigi da Estiva, Nattan Lopes, JJ Santos e Cabeça do Ajax. Diego assina o samba da Mocidade pela quarta vez, enquanto Carlinhos Brown faz sua estreia como compositor de samba-enredo. A escola iniciou a sua disputa com onze sambas em janeiro de 2021. Entre os compositores que participaram da disputa estavam Marcelo D2, Elza Soares, Sandra de Sá, Mariene de Castro, Paulo Cesar Feital e Altay Veloso.

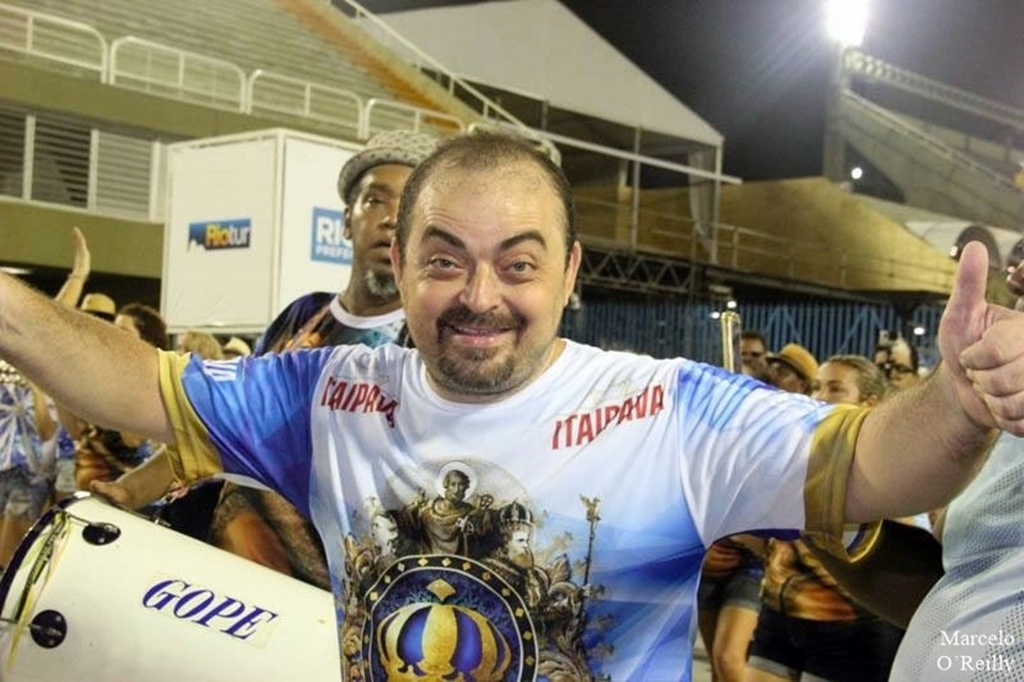
Maior vencedor de disputas da Vila Isabel, André Diniz assina seu décimo sétimo samba na escola.

"Sempre quis participar de uma escola de samba. É uma paixão que vem desde a infância, e foi meu despertar no carnaval. Em Salvador, tínhamos a Juventude do Garcia, também os Diplomatas de Amaralina, que era minha escola preferida, entre outras. Essa tradição bela da Bahia fazer canto exaltação, e que Tia Ciata leva ao Rio, fazendo junto ao querido povo carioca mais evoluções do samba. No filme Rio, tive a oportunidade de criar um poético samba-enredo para uma fictícia escola de samba, chamado Sapo Cai. Também já fui agraciado pelo Salgueiro, fui tema da Camisa Verde e Branco, e tudo isso me honra muito, pois tudo é fruto da nossa rica herança ancestral e cultural."
— Carlinhos Brown, um dos compositores do samba da Mocidade.

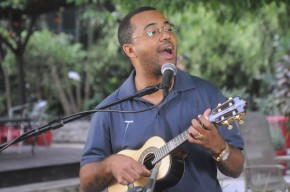
Dudu Nobre está entre os compositores do samba da Vila Isabel.

Na manhã do dia 29 de setembro de 2021 foi a vez da Imperatriz gravar sua final. O samba escolhido foi composto por um autor, Gabriel Melo, fato incomum pra época em que os sambas são assinados por diversos compositores. A escola iniciou sua disputa em fevereiro de 2021 com quinze obras concorrentes. A Vila gravou sua final na tarde do dia 29. Venceu o samba dos compositores Evandro Bocão, André Diniz, Dudu Nobre, Professor Wladimir, Marcelo Valença, Leno Dias e Mauro Speranza. Maior vencedor de disputas da Vila, André Diniz assina o samba da escola pela décima sétima vez; Bocão assina seu décimo primeiro samba na Vila; Professor Wladimir e Marcelo Valência venceram pela terceira vez na escola; os demais compositores da parceria venceram pela primeira vez. A escola abriu seu concurso em janeiro de 2021, recebendo a inscrição de dezesseis composições. O Salgueiro encerrou o dia de gravações, escolhendo seu samba na noite de 29 de setembro. Venceu o samba dos compositores Demá Chagas, Pedrinho da Flor, Leonardo Gallo, Zeca do Cavaco, Joana Rocha, Renato Galante e Gladiador. Demá assina seu oitavo samba no Salgueiro. A escola iniciou sua disputa em novembro de 2020, com 24 sambas inscritos. Com o cancelamento do carnaval, a agremiação paralisou a disputa e liberou que os compositores alterassem as obras, retomando o concurso em agosto de 2021.
"Foi muito fácil escrever sobre racismo, tá na cara, é o que a gente vive, não teve dificuldade. A gente fica muito feliz de levar esse assunto pra avenida. Esse samba não tem mistério pra mobilizar a avenida, vai levantar e fazer mais um dos grandes carnavais que o Salgueiro sabe fazer." "Esse samba sofreu uma mudança quando a escola liberou. O samba que já era bom cresceu muito mais. Estava sonhando com esse momento. Tinha dez anos que não disputava uma final de samba e de ganhar desde 1991."
— Pedrinho da Flor, um dos autores do samba do Salgueiro.

A Unidos da Tijuca abriu o terceiro dia de gravações do Seleção do Samba na manhã do dia 30 de setembro de 2021. A disputa da escola foi vencida pela obra dos compositores Anderson Benson, Eduardo Medrado e Kleber Rodrigues. A Tijuca iniciou seu concurso em julho de 2021 com onze composições inscritas. A Portela gravou sua final na tarde do dia 30. Venceu o samba dos compositores Wanderley Monteiro, Vinicius Ferreira, Rafael Gigante, Bira, Edmar Jr., Paulo Borges e André do Posto 7. Com a vitória, Wanderley assina seu sexto samba na escola. A Portela iniciou sua disputa em janeiro de 2021, com vinte obras inscritas. Com o cancelamento do carnaval, o concurso foi interrompido no mesmo mês de início, sendo retomado em julho de 2021. A disputa da escola foi cercada de polêmicas. Integrante do Conselho Deliberativo da agremiação e inscrito no concurso, Marquinhos de Oswaldo Cruz se desligou da Portela após ter sua obra cortada em uma das eliminatórias. O compositor alegou falta de critérios mais claros para a eliminação de seu samba. O resultado final da disputa também gerou críticas nas redes sociais. O samba vencedor derrotou a parceria favorita do público, liderada por Samir Trindade. O assunto foi um dos mais comentados do dia no Twitter. Internautas indicaram motivação política na decisão da escola. Considerado franco favorito, o samba da parceria de Samir tinha versos como "Mito é Paulo Benjamin", numa referência a Paulo Benjamin de Oliveira, o Paulo da Portela, figura histórica da escola. Outra passagem da obra fazia homenagem aos portelenses mortos pela COVID e pedia "resistência ao ditador". Os versos eram apontados como indiretas ao então presidente do Brasil, Jair Bolsonaro, chamado de "mito" por seus eleitores, e com posições negacionistas quanto à pandemia. A Grande Rio encerrou o dia de gravações, escolhendo seu samba na noite de 30 de setembro. A obra vencedora é dos compositores Gustavo Clarão, Arlindinho Cruz, Jr. Fragga, Claudio Mattos, Thiago Meiners e Igor Leal. A disputa da escola teve início em dezembro de 2020 com a inscrição de dezessete sambas concorrentes. Após a paralisação do concurso devido ao cancelamento do carnaval, a escola retomou sua disputa em agosto de 2021.

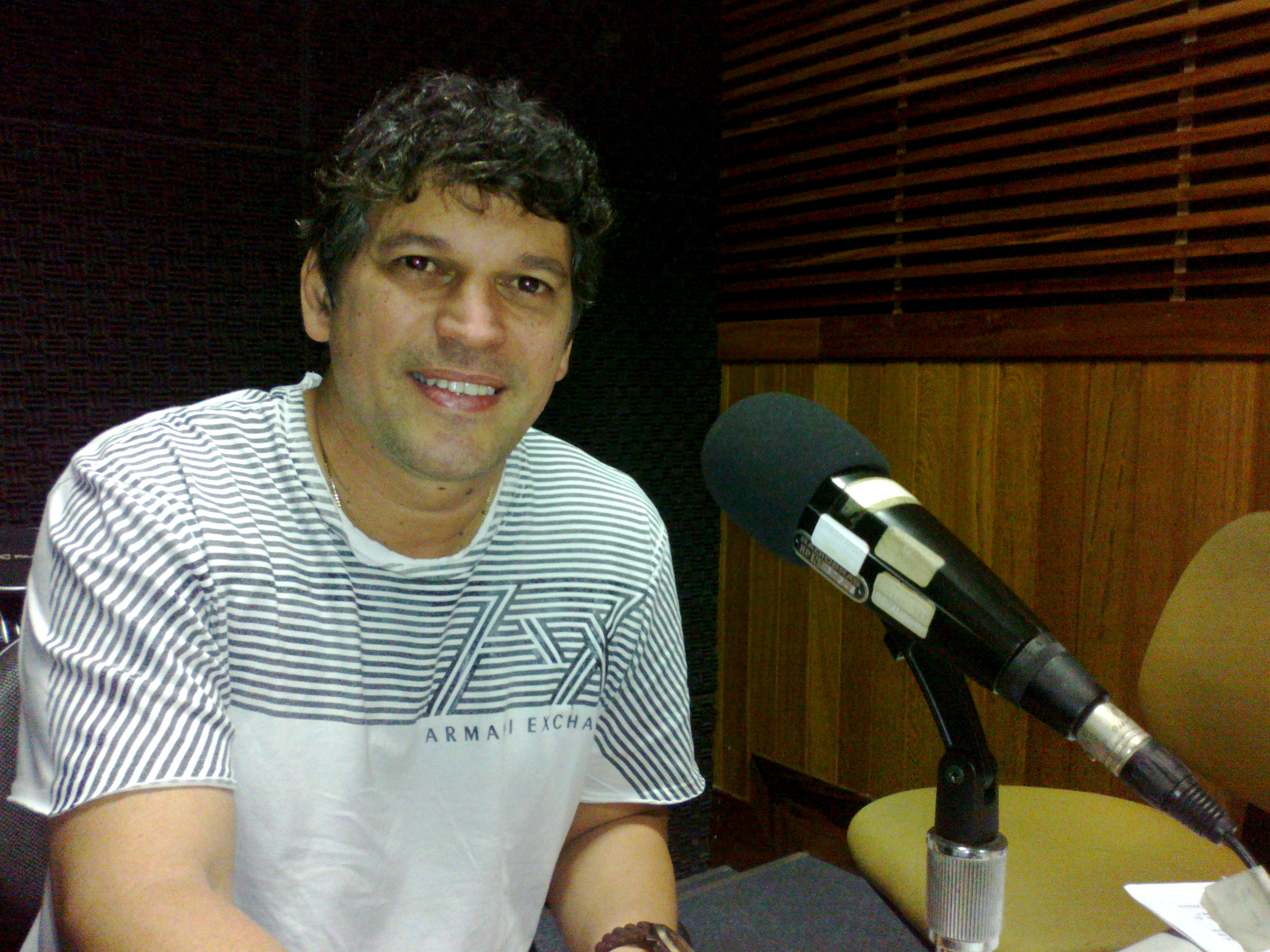
Gustavo Clarão é um dos autores do samba da Grande Rio.

"Sou do candomblé. Tenho Exu como protetor. Tenho a Grande Rio como uma escola no meu coração, já fui campeão algumas vezes, e o enredo me emocionou. Estou emocionado e feliz com a repercussão do samba. Ver pessoas da escola cantando o samba com garra é muito gratificante." "Eu cresci com um vizinho ouvindo louvor o outro ouvindo música católica, esse samba é uma oportunidade de divulgar a umbanda e o candomblé, e agora a gente pode falar livremente da nossa fé."
— Arlindinho Cruz, um dos compositores do samba da Grande Rio.

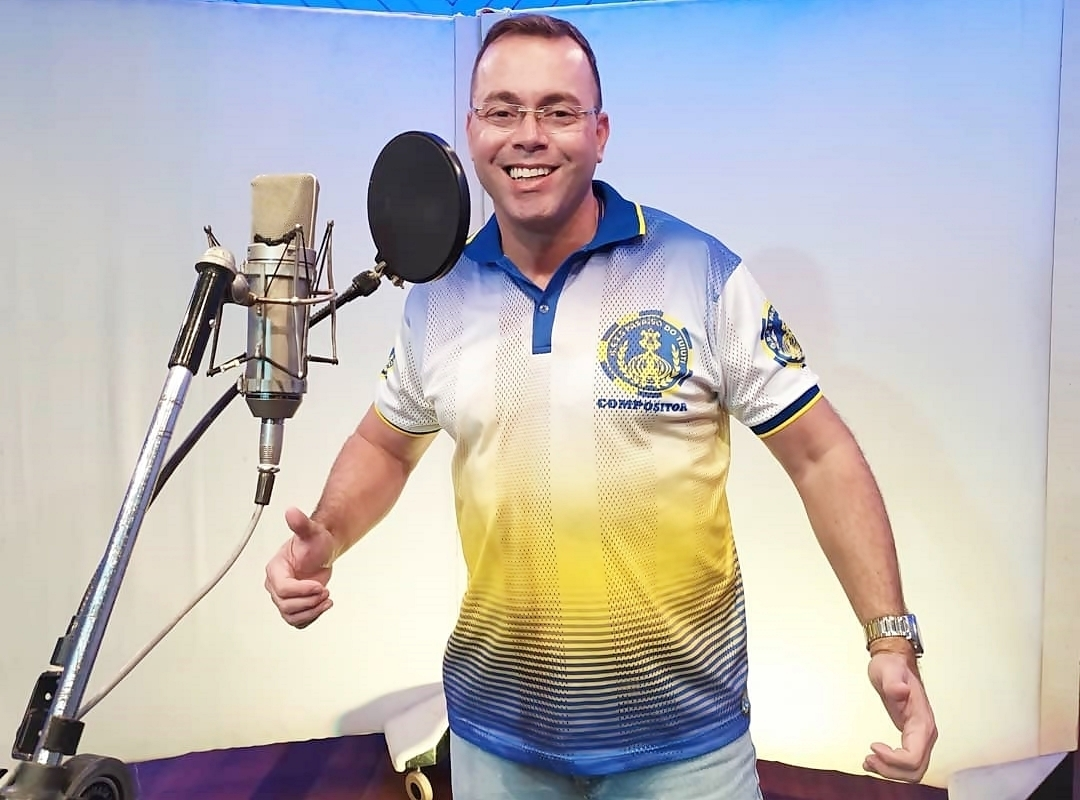
Cláudio Russo está entre os compositores do samba da Tuiuti pelo sexto carnaval consecutivo.

O último dia de gravações teve início com a Paraíso do Tuiuti. A escola definiu seu samba na manhã do dia 1 de outubro de 2021. A Tuiuti voltou a realizar disputa de samba-enredo após três carnavais em que encomendou sua obra à Moacyr Luz e Cláudio Russo. Ainda assim, a vitória foi dos mesmos compositores. Moacyr e Russo assinam o samba da escola para 2022 junto com Júlio Alves, Alessandro Falcão e W. Correia Filho. A Tuiuti foi a escola que recebeu menos sambas em seu concurso: apenas três obras foram inscritas na disputa, sendo promovidas direto à final. A Beija-Flor escolheu seu samba na tarde de 1 de outubro. A composição coletiva de J. Velloso, Léo do Piso, Beto Nega, Júlio Assis, Manolo e Diego Rosa foi eleita a vencedora entre as três concorrentes. Autor de seis sambas da escola, incluindo o de 2022, Jorge Velloso morreu vítima de câncer em 31 de outubro de 2020, antes do início da disputa da agremiação. A Beija-Flor iniciou seu concurso em novembro de 2020 com trinta obras inscritas. Após paralisar a disputa devido ao cancelamento do carnaval, a escola retomou o concurso em julho de 2021. Durante a paralisação da disputa, foi permitido que os compositores fizessem alterações nas dez obras que seguiam concorrendo. A última escola a gravar sua final foi a Viradouro, campeã do carnaval de 2020. Na noite de 1 de outubro de 2021, a agremiação escolheu como vencedora a obra dos compositores Felipe Filósofo, Fabio Borges, Ademir Ribeiro, Devid Gonçalves, Lucas Marques e Porkinho. A escola iniciou seu concurso em julho de 2021 com dezenove obras concorrentes.
"A parceria (dos compositores) tem uma característica de propor uma nova estética. Já fizemos samba sem rima, sem verbo, em formato de diálogo, esse é o primeiro em formato de carta do carnaval do Rio e só tem rimas ricas (quando são rimadas classes gramaticais diferentes). A gente quebra os padrões dos versos sem ferir o regulamento. É uma paisagem sonora, você fecha os olhos, escuta a melodia e imagina a cena."
— Felipe Filósofo, um dos autores do samba da Viradouro.

## Gravação e produção
À medida que os sambas eram escolhidos pelas agremiações, o álbum começou a ser gravado na Cia. dos Técnicos Studios, em Copacabana. O álbum foi produzido por Mário Jorge Bruno, com direção artística de Hélio Motta, e arranjos musicais de Alceu Maia, Jorge Cardoso e Rafael Prates. Os produtores do álbum se preocuparam em deixar os instrumentos mais perceptíveis nas faixas.
"Melhoramos a captação dos instrumentos, diminuímos a quantidade de dobras, de reverb nas vozes e ambiente. Tudo isso de modo a deixar mais claro o que o artista está cantando. As frequências estão mais limpas, onde se pode escutar melhor os instrumentos."
— Hélio Motta, vice-presidente da LIESA e diretor artístico do álbum.

## Lançamento
O álbum foi lançado nas plataformas digitais de áudio à meia-noite de 7 de novembro de 2021. Pela primeira vez o álbum de sambas de enredo foi lançado primeiro no streaming. Com a diminuição das vendas do CD físico, a LIESA decidiu priorizar as plataformas digitais e editar uma pequena tiragem de duas mil cópias físicas do álbum para contemplar os colecionadores. O CD foi comercializado a partir do dia 3 de dezembro de 2021 no site Universal Music e nas principais lojas do país.

## Designvisual

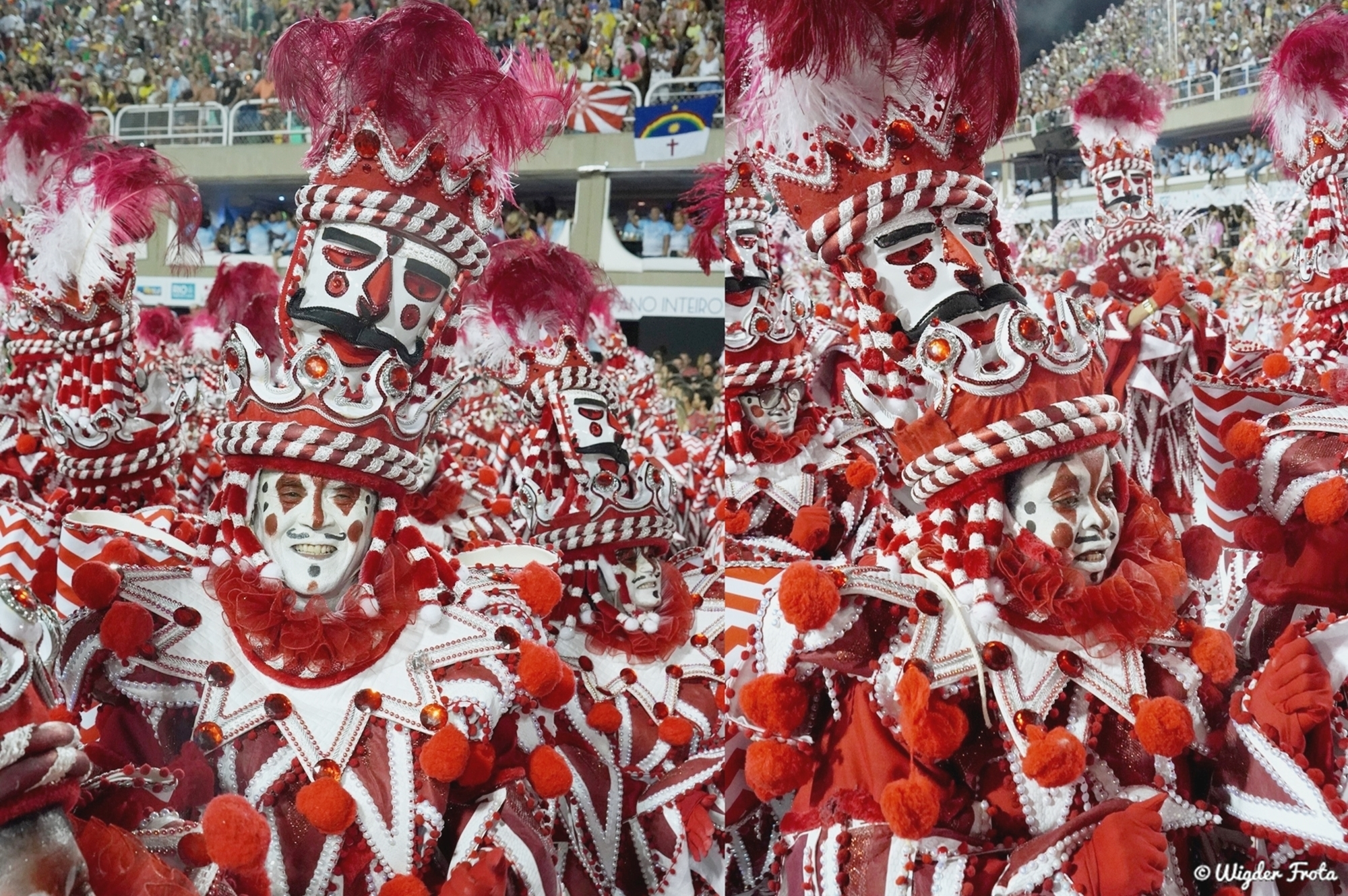
Ala "Terno de Reis (O Palhaço)", do desfile da Viradouro de 2020, estampa a capa do álbum.

Tradicionalmente, a capa do álbum e seu design visual remetem à escola campeã do carnaval anterior. Divulgada na capa da edição de 1 de novembro de 2021 do jornal O Dia, a capa do álbum é estampada pela imagem, da fotógrafa Renata Xavier, da componente Verônica Maciel no desfile campeão da Viradouro de 2020. A desfilante veste uma fantasia nas cores vermelho e branco, intitulada "Terno de Reis (O Palhaço)" em referência à grupos de musicistas que fazem apresentações músico-teatrais dos palhaços do Reisado. Além do título do álbum, modificado com a retirada do termo "Sambas de Enredo" usado desde 1970 para estampar a marca oficial dos desfiles ("Rio Carnaval") lançada em outubro de 2021, a capa contém a inscrição "Viradouro Campeã 2020", na cor branca. A contracapa do álbum mostra uma imagem da porta-bandeira da Grande Rio, Taciana Couto, no desfile de 2020. Ela veste a fantasia "Padê de Exu Libertador". A imagem contém a inscrição "Grande Rio Vice-campeã 2020" na cor branca e o nome das escolas que compõem o álbum, com letras na cor preta.

## Faixas
Tradicionalmente, a lista de faixas segue a ordem de classificação do carnaval anterior. A primeira faixa é da campeã de 2020, a Viradouro; a segunda é da vice-campeã, Grande Rio; e assim por diante. A última faixa é da escola que ascendeu do grupo de acesso, a Imperatriz, campeã da Série A de 2020 e promovida ao Grupo Especial de 2022.
| N.º            | Título | Compositor(es) | Intérpretes e participações                      | Duração |  |
| 1.             | "Não Há Tristeza que Possa Suportar Tanta Alegria" (Unidos do Viradouro)                                                            | Felipe Filósofo, Ademir Ribeiro, Devid Gonçalves, Fábio Borges, Lucas Marques, Porkinho                                                       | Zé Paulo Sierra                                  | 6:14    |  |
| 2.             | "Fala, Majeté! Sete Chaves de Exu" (Acadêmicos do Grande Rio)                                                                       | Gustavo Clarão, Arlindinho Cruz, Claudio Mattos, Igor Leal, Junior Fragga, Thiago Meiners                                                     | Evandro Malandro                                 | 5:18    |  |
| 3.             | "Batuque ao Caçador" (Mocidade Independente de Padre Miguel)                                                                        | Carlinhos Brown, Diego Nicolau, Cabeça do Ajax, Gigi da Estiva, JJ Santos, Nattan Lopes, Orlando Ambrósio, Richard Valença                    | Wander Pires                                     | 5:10    |  |
| 4.             | "Empretecer o Pensamento É Ouvir a Voz da Beija-Flor" (Beija-Flor)                                                                  | J. Velloso, Júlio Assis, Diogo Rosa, Beto Nega, Junior Fionda, Léo do Piso, Manolo                                                            | Neguinho da Beija-Flor                           | 5:37    |  |
| 5.             | "Resistência" (Acadêmicos do Salgueiro)                                                                                             | Demá Chagas, Pedrinho Da Flor, Claudio Gladiador, Leonardo Gallo, Renato Galante, Zeca Do Cavaco                                              | Emerson Dias, Quinho                             | 5:57    |  |
| 6.             | "Angenor, José & Laurindo" (Estação Primeira de Mangueira)                                                                          | Moacyr Luz, Pedro Terra, Bruno Souza, Leandro Almeida                                                                                         | Marquinho Art'Samba                              | 5:43    |  |
| 7.             | "Igi Osè Baobá" (Portela) | Wanderley Monteiro, André do Posto 7, Bira, Edmar Jr, Paulo Borges, Rafael Gigante, Vinicius Ferreira                                         | Gilsinho                                         | 5:46    |  |
| 8.             | "Canta, Canta, Minha Gente! A Vila É de Martinho" (Unidos de Vila Isabel)                                                           | André Diniz, Dudu Nobre, Evandro Bocão, Leno Dias, Marcelo Valência, Mauro Speranza, Professor Wladimir, Wanderson Pinguim                    | Tinga                                            | 5:58    |  |
| 9.             | "Waranã - A Reexistência Vermelha" (Unidos da Tijuca)                                                                               | Eduardo Medrado, Anderson Benson, Kleber Rodrigues                                                                                            | Wantuir, Wic Tavares                             | 6:12    |  |
| 10.            | "Minha Vida É Uma Peça" (São Clemente)                                                                                              | Arlindinho Cruz, Cláudio Filé, Braguinha, Caio Tinguinha, Colaço, Danilo Gustavinho, Igor Leal, James Bernardes, Kaike Vinicius, Marcus Lopes | Leozinho Nunes, Maninho                          | 6:24    |  |
| 11.            | "Ka Ríba Tí Ye – Que Nossos Caminhos Se Abram. O Tuiuti Canta Histórias de Luta, Sabedoria e Resistência Negra" (Paraíso do Tuiuti) | Cláudio Russo, Moacyr Luz, Chico Alves, Julio Alves, Alessandro Falcão, Píer, W. Correa                                                       | Celsinho Mody, Carlos Jr. (Part.: Grazzi Brasil) | 5:57    |  |
| 12.            | "Meninos, Eu Vivi... Onde Canta o Sabiá, Onde Cantam Dalva e Lamartine" (Imperatriz Leopoldinense)                                  | Gabriel Mello | Arthur Franco, Bruno Ribas                       | 6:16    |  |
| Duração total: | Duração total: | Duração total: | Duração total:                                   | 1:10:53 |  |

## Conteúdo musical
- 1. "Não Há Tristeza que Possa Suportar Tanta Alegria" (Viradouro)

A faixa de abertura do álbum é da Viradouro. A obra tem arranjo do maestro Jorge Cardoso, diretor musical da escola. Zé Paulo Sierra abre a faixa com o seu grito de guerra e homenageia Dominguinhos do Estácio, morto em 30 de maio de 2021, fazendo também o grito de guerra do intérprete ("Olha a Viradouro chegando!"). A letra do samba foi escrita como se fosse uma carta assinada por Pierrot, personagem da Commedia dell'arte que escrevia cartas para o seu grande amor, a Colombina. O tema do samba é o carnaval de 1919, realizado após a pandemia de gripe espanhola. Dessa forma, a letra da obra é uma carta onde o Pierrot, representando os foliões, declara seu amor à Colombina, que personifica o carnaval. O samba apresenta elementos em duplo sentido, fazendo referência ao amor de Pierrot e Colombina, mas também ao carnaval de 1919. Nos versos iniciais da obra, o Pierrot descreve a saudade que sentiu da Colombina e diz que saiu às ruas à sua procura, deixando subtendido que os dois ficaram afastados por conta da pandemia ("Amor, escrevi esta carta sincera / Virei noites à sua espera / Por te querer quase enlouqueci / Pintei o rosto de saudade e andei por aí"). O Pierrot vai às ruas, no carnaval, procurar por Colombina ("Segui seu olhar numa luz tão linda / Conduziu meu corpo, ainda / O coração é passageiro do talvez / Alegoria ironizando a lucidez"). As palavras "conduziu" e "passageiro" fazem alusão ao bonde que, antes do carnaval, carregava corpos de mortos pela gripe espanhola e com a retomada da folia passou a carregar os foliões da festa. "Alegoria ironizando a lucidez" faz referência ao desfile das grandes sociedades em 1919, que tiveram como tema a gripe espanhola. Na ocasião, as agremiações trataram a doença com humor e ironia. Ao presenciar o carnaval, o Pierrot sente o mesmo encanto de quando está perto da Colombina ("Senti lirismo, estado de graça / Eu fico assim quando você passa"). A seguir, o Pierrot descreve como se sente ao ver Colombina ("A Avenida ganha cor, perfuma o desejo"). O verso também faz referência ao carnaval na Avenida Central, à batalha de flores e ao desfile do Bloco do Eu Sozinho ("Sozinho te ouço se ao longe te vejo"). A seguir, o Pierrot segue descrevendo sua procura por Colombina além de agradecer por estar com saúde após a pandemia ("Te procurei nos compassos e pude aos pés da cruz agradecer a saúde"). A palavra "compassos" faz alusão aos bailes de salão em clubes e teatros; enquanto "cruz" alude aos profissionais de medicina da Cruz Vermelha, que cuidavam dos doentes na pandemia. A primeira parte do samba é finalizada com um refrão central de dois versos em referência ao conjunto musical de choro Oito Batutas, criado em 1919, e à primeira gravação de samba, que ajudou a consolidar o gênero no país ("Choram cordas da nostalgia / Pra eternidade, uma samba nascia"). Pelo Telefone foi o primeiro samba a ser gravado no Brasil, sendo lançado em 20 de janeiro de 1917. A segunda parte do samba começa fazendo referência às tias curandeiras que atuavam contra a gripe espanhola recorrendo aos orixás. Obaluaiê é considerado o orixá da cura. Mantendo o duplo sentido do samba, Pierrot escreve que foi ao terreiro clamar pelo amor de Colombina ("Não perdi a fé, preciso te rever / Fui ao terreiro, clamei: Obaluaê! / Se afastou o mal que nos separou / Já posso sonhar nas bênçãos do tambor"). A seguir, o Pierrot narra o amanhecer da terça-feira de carnaval de 1919 e o desembarque dos foliões de Niterói no Rio de Janeiro ("Amanheceu! Num instante já / Os raios de sol foram testemunhar / O desembarque do afeto vindouro / Acordes virão da Viradouro"). No trecho, os compositores usam uma licença poética para se referir aos foliões de Niterói, que chegaram ao Rio, como o "afeto vindouro", em referência à Unidos do Viradouro, que seria fundada em Niterói no ano de 1946. Logo após, o Pierrot descreve o seu reencontro com a Colombina, deixando subtendido que a Colombina é, na verdade, o próprio carnaval ("Tirei a máscara no clima envolvente / Encostei os lábios suavemente / E te beijei na alegria sem fim / Carnaval, te amo, na vida és tudo pra mim"). O refrão principal do samba é a assinatura da carta com a data verdadeira da quarta-feira de cinzas do carnaval de 1919 ("Assinado: um Pierrot apaixonado / Que além do infinito o amor se renove / Rio de Janeiro, 5 de março de 1919").
- 2. "Fala, Majeté! Sete Chaves de Exu" (Grande Rio)

A faixa da Grande Rio é interpretada por Evandro Malandro. A letra do samba tem como tema as diversas faces de Exu e sua melodia foi criada a partir de pontos de Exu. O enredo da Grande Rio é dividido em sete chaves, que são contempladas ao longo do samba. A obra começa a saudação "Boa noite!", forma com que as entidades conhecidas como Exus catiços costumam saudar quando, por meio da incorporação, chegam ao plano físico ("Boa noite, moça! Boa noite, moço! Aqui na Terra é o nosso templo de fé / Fala, Majeté!"). O verso também faz referência a Estamira, personagem abordada no enredo da escola. Estamira vivia e trabalhava num aterro sanitário e usava um telefone para entrar em contato com o sagrado usando a frase "Câmbio, Exu! Fala, Majeté!". A seguir, o samba aborda a primeira chave do enredo, tratando de cosmogonias e o culto de povos africanos a Exu, ("Faísca da cabaça de igbá / Na gira.... Bombogira, Aluvaiá!"). Igbá é a cabaça que contém os objetos de culto e de adoração a um Orixá, muito utilizado nos assentamentos sagrados. O verso faz referência à Exu na cultura Iorubá/Nagô. "Bombogira" e "Aluvaiá" são dois nkisis da mitologia banta/angolana, que evocam a comunicação e a proteção das comunidades, se associando a energia de Exu. A seguir, a obra aborda a travessia de escravizados da África para o Brasil cruzando o oceano que, no samba, é poeticamente chamado de "mar de dendê" em referência ao óleo de palma utilizado em diversas oferendas dos rituais de candomblé. Dessa forma, o samba deixa subtendido que Exu chegou ao Brasil junto com a fé de africanos escravizados ("Num mar de dendê / Caboclo, andarilho, mensageiro"). "Caboclo" faz alusão à Umbanda, religião brasileira que sintetiza vários elementos das religiões africanas, indígenas e cristãs; "andarilho" remete ao ciganos, também cultuados na Umbanda; e "mensageiro" é uma das características de Exu, considerado o orixá da comunicação. O trecho seguinte remete à segunda chave do enredo, que expressa a ideia de que Exu sintetiza o espírito de luta e resistência quilombola ("Das mãos que riscam pemba no terreiro, renasce Palmares, Zumbi Agbá!"). A pemba é um instrumento das religiões de matrizes africanas que as entidades utilizam quando "baixam" nos terreiros. Na visão poética do samba, Zumbi dos Palmares renasce toda vez que a pemba risca o chão. Por isso, Zumbi é citado como uma representação de "Exu Agbá", que significa Exu da ancestralidade. A seguir, o samba remete à terceira chave do enredo, sobre preceitos, fazendo referência à Ifá, um oráculo de matriz Iorubá ligado a Orumilá pelo qual falam os odus ("Exu! O Ifá nas entrelinhas dos odus"). Exu exerce a função de mensageiro entre homens e orixás, "costurando" as respostas dadas pelos odus. No trecho seguinte são citados o "olobé", uma das qualidades de Exu, que associada a divindade às lâminas, às ambivalências da vida, aos cortes necessários para os preparos de alimentos e oferendas; e o padê, a oferenda preparada para Exu ("Preceitos, fundamentos, Olobé / Prepara o padê pro meu axé"). A primeira parte do samba finaliza com um falso refrão que remete à quarta chave do enredo, em que são lembradas as facetas de Exu ligadas à boemia. Também são citadas outras entidades das ruas como Zé Pelintra e Maria Padilha ("Exu Caveira, Sete Saias, Catacumba / É no toque da macumba, saravá, alafiá! / Seu Zé, malandro da encruzilhada / Padilha da saia rodada, Ê Mojubá! / Sou Capa Preta, Tiriri, sou Tranca Rua / Amei o sol, amei a lua, Marabô, alafiá! / Eu sou do carteado e da quebrada / Sou do fogo e gargalhada, ê Mojubá!"). Mojubá é a saudação para Exu. O trecho também faz referência ao ponto de Tranca Ruas, "Eu Amei Alguém". A quinta chave do enredo, sobre festas e carnaval, é contemplada no início da segunda parte do samba, que começa fazendo referência à outro ponto de Exu Tranca Rua, "Ô luar, ô luar", que também foi utilizado no samba de 1993 da Grande Rio. O trecho também cita a segunda-feira, dia consagrado à Exu; faz uma analogia entre o surdo de terceira e a divindade homenageada; e lembra Cacilda de Assis, ialorixá que mantinha um bloco carnavalesco durante a década de 1960, onde desfilava incorporada do Seu Sete da Lira ("Ô, luar, ô, luar, catiço reinando na segunda-feira / Ô, luar, dobra o surdo de terceira / Pra saudar os guardiões da favela / Eu sou da Lira e meu bloco é sentinela"). A seguir, o samba remete à sexta chave do enredo, sobre Exu nas artes. O trecho utiliza a melodia do ponto "Deu Meia Noite", enquanto a letra remete à música "Exu nas Escolas", gravada por Elza Soares ("Laroyê, laroyê, laroyê! / É poesia na escola e no sertão"). O verso seguinte remete à sétima chave do enredo, que aborda a energia de moradores de rua, fazendo alusão ao Profeta Gentileza e à Estamira ("A voz do povo, profeta das ruas / Tantas Estamiras desse chão / Laroyê, laroyê, laroyê! / As sete chaves vêm abrir meu caminhar / À meia-noite ou no Sol do alvorecer pra confirmar"). O samba finaliza com um falso refrão ("Adakê Exu! Exu, ê Odará / Ê Bará ô, Elegbará! / Lá na encruza, a esperança acendeu / Firmei o ponto, Grande Rio sou eu! / Adakê Exu! Exu, ê Odará / Ê Bará ô, Elegbará! / Lá na encruza, onde a flor nasceu raiz / Eu levo fé nesse povo que diz..."). "Adakê Exu" significa Rei Exu. Odará, Bará e Elegbará são os títulos que representam atributos de Exu. O último verso do falso refrão se liga ao primeiro verso do samba ("Eu levo fé nesse povo que diz... Boa noite, moça! Boa noite, moço!") dando ideia de continuidade, como a energia cíclica atribuída a Exu.
- 3. "Batuque ao Caçador" (Mocidade)

A faixa da Mocidade é interpretada por Wander Pires e homenageia Oxóssi e a bateria da Mocidade. A letra do samba começa saudando o orixá homenageado ("Okê Arô, ofá da mira certeira / Dono da mata, Okê, Okê, Mutalambô / Seu ajeum já preparei na quinta-feira"). "Okê Arô" é uma saudação à Oxóssi, significando "Salve o grande caçador". Ofá é um arco e flecha usado por Oxóssi, que é conhecido como o orixá da caça e das florestas. Mutalambô é um inquice dos ritos de Angola e Congo relacionado a Oxóssi por também ser ligado à caça. Ajeum é o banquete oferecido ao orixá e quinta-feira é o dia da semana consagrado à Oxóssi. A seguir o samba faz referência à gira de Oxóssi e ao agueré, ritmo consagrado ao orixá ("No fundamento, a batida incorporou / Samborê, pemba, folha de jurema / Há proteção de Ogboju Odé"). "Samborê" tem sentido de sambar ou "pular com alegria". Nos terreiros designa um momento de grande energia. A pemba é um instrumento utilizado nas giras para riscar o chão, como um giz; enquanto a jurema é uma arvore sagrada cultuada na umbanda e no catimbó. "Ogboju Odé" significa "bravo caçador". O trecho seguinte lembra que Oxalá, pai de Oxóssi, lhe ofertou um diadema, paramento utilizado pelo orixá em sua cabeça. Também menciona os ancestrais de Oxóssi, sendo que idilês significa família ("Pai Oxalá lhe deu seu diadema / Quem rege meu ori governa minha fé / Nos idilês a ancestralidade / O Alaketu no Egbê da Mocidade"). Em iorubá: Ori significa cabeça; Alaketu é "o Rei de Ketu", título conquistado por Oxóssi; Egbê é o conceito de comunidade. O refrão central do samba aborda a família de Oxóssi, sendo que, no bis é trocado o nome de Ogum por Exu ("Oxóssi é caçador de uma flecha só / Herdeiro de Iemanjá, irmão de Ogum / Aquele que na cobra dá um nó / Aquele apaixonado por Oxum / Oxóssi é caçador de uma flecha só / Herdeiro de Iemanjá, irmão de Exu / Aquele que na cobra dá um nó / Aquele apaixonado por Oxum"). A segunda parte do samba começa fazendo referência ao culto de Oxóssi no Brasil e o sincretismo com santos católicos ("Ibualama o mar atravessou / No Gantois, virou São Jorge guardião / Um Rio inteiro em teu nome, meu senhor / Quem é de Oxóssi é de São Sebastião"). Ibualama é uma das qualidades de Oxóssi. Seu culto chegou ao Brasil com os escravizados africanos, por isso diz-se que ele "o mar atravessou". Em boa parte do Brasil, Oxóssi é sincretizado com São Jorge. No Rio de Janeiro, o sincretismo é com São Sebastião. No trecho seguinte, o samba faz referência ao ponto de Cabocla Jurema, lembrando que Oxóssi é patrono da linha de caboclos na Umbanda. Também faz alusão à ligação espiritual do Cacique de Ramos com Oxóssi ("Ô, Juremê, ô, Juremá / Caboclo lá da jurema é cacique nesse congá"). A seguir, o samba passa a fazer referência à Mocidade e sua bateria, citando Tia Chica, mãe de santo em um terreiro na Zona Oeste do Rio frequentado por Mestre André e outros ritmistas da escola de samba. Também cita a tradicional caixa de guerra da bateria Não Existe Mais Quente ("Ô, Juremê, ô, Juremá / Mandiga de Tia Chica fez a caixa guerrear"). O trecho seguinte lembra que o surdo da Mocidade tem marcação invertida comparado à maioria das outras escolas e cita importantes ritmistas e diretores de bateria na história da agremiação ("Inverteu meu tambor / De Dudu e de Coé, foi Quirino, foi Miquimba / De Jorjão, o agueré / Fez do aguidavi, baqueta da nossa gente / Pra evocar nesse terreiro toda alma independente"). Aguidavi são varetas utilizadas para a percussão dos atabaques no candomblé. O refrão principal do samba é uma saudação à Oxóssi e uma homenagem a Mestre André, importante diretor de bateria da escola e criador das "paradinhas" ("Arerê, Arerê, Komorodé / Komorodé, Arolé, Komorodé / Arerê, Arerê, Komorodé / Todo ogã da Mocidade é cria de Mestre André"). "Arerê" tem sentido de festa e "komorodé" é a vitória sobre o mal. "Arolé" é uma saudação à Oxóssi. Ogã é o responsável por tocar instrumentos de percussão no terreiro. No samba, faz referências aos ritmistas da Mocidade.
- 4. "Empretecer o Pensamento É Ouvir a Voz da Beija-Flor" (Beija-Flor)

A faixa da Beija-Flor é interpretada por Neguinho da Beija-Flor. A obra faz uso de mensagens antirracistas para abordar o apagamento da contribuição de negros em vários setores da sociedade. Os primeiros versos do samba traçam um paralelo entre a nobreza africana e os componentes negros da Beija-Flor. O trecho também cita a saudação black power (braço estendido com o punho erguido), gesto consagrado pelo Partido dos Panteras Negras, organização urbana que combatia a discriminação racial nos Estados Unidos na década de 1960 ("A nobreza da corte é de ébano / Tem o mesmo sangue que o seu / Ergue o punho, exige igualdade / Traz de volta o que a história escondeu"). A seguir, o samba aponta que apesar do fim da escravidão, ainda existe uma luta para reconhecer a contribuição de negros na humanidade ("Foi-se o açoite, a chibata sucumbiu / Mas você não reconhece o que o negro construiu"). Também faz referência ao fato da maioria dos assassinatos no Brasil ser de pessoas negras ("Foi-se o açoite, a chibata sucumbiu / E o meu povo ainda chora pelas balas de fuzil"). A letra também aborda o racismo estrutural, usando como exemplo o ato de apontar um negro como suspeito por causa de sua cor ("Quem é sempre revistado é refém da acusação / O racismo mascarado pela falsa abolição") e propõe o empoderamento do pensamento negro ("Por um novo nascimento, um levante, um compromisso / Retirando o pensamento da entrada de serviço"). No trecho, a palavra "nascimento" também faz referência à Abdias do Nascimento, fundador do Teatro Experimental do Negro. O refrão central do samba exalta escritores negros como Cruz e Sousa e Conceição Evaristo ("Versos para Cruz, Conceição no altar"); além de fazer referência à Carolina Maria de Jesus, que viveu boa parte de sua vida na favela do Canindé; à obra Clara dos Anjos, de Lima Barreto ("Canindé Jesus, ô Clara!"); e Machado de Assis, conhecido como o Bruxo do Cosme Velho ("Nossa gente preta tem feitiço na palavra / Do Brasil acorrentado, ao Brasil que não se cala"). No bis do refrão, o último verso é trocado por "Sou o Brasil que não se cala". A segunda parte do samba começa evocando a religiosidade de matriz africana ("Meu pai Ogum ao lado de Xangô / A espada e a lei por onde a fé luziu") e faz referência ao desfile de 1978 da Beija-Flor, com o enredo "A Criação do Mundo na Tradição Nagô" ("Sob a tradição Nagô / O grêmio do gueto resistiu"). A seguir, o samba volta a fazer referência ao genocídio da população negra ("Nada menos que respeito, não me venha sufocar / Quantas dores, quantas vidas nós teremos que pagar?"). O trecho remete aos assassinatos de George Floyd, sufocado por um policial nos Estados Unidos, e de João Alberto Freitas, asfixiado por seguranças de um hipermercado no Brasil. Ambos os casos ocorreram em 2020, ano em que o samba foi escrito. A seguir, o samba volta a fazer referência à Beija-Flor, lembrando que a escola é reconhecida por seus enredos de temática afro-brasileira e que, por isso, tem lugar de fala sobre o assunto ("Cada corpo um orixá! Cada pele um atabaque / Arte negra em contra-ataque / Canta Beija-Flor! Meu lugar de fala / Chega de aceitar o argumento"). Assim como no início do samba, a letra volta a fazer uma analogia entre a comunidade da escola e nobres africanos ("Sem senhor e nem senzala, vive um povo soberano / De sangue azul nilopolitano") sendo que "Sangue azul" é em referência à cor da escola e nilopolitano é o apelido dados aos torcedores da agremiação de Nilópolis. No refrão principal do samba a Beija-Flor se declara um "mocambo de crioulo" ou seja um quilombo ou "ajuntamento de negros". Também cita Cabana, compositor e um dos fundadores da escola, morto em 1986 ("Mocambo de crioulo: Sou eu! Sou eu! / Tenho a raça que a mordaça não calou / Ergui o meu castelo dos pilares de Cabana / Dinastia Beija-Flor!").
- 5. "Resistência" (Salgueiro)

A faixa do Salgueiro é interpretada por Emerson Dias e Quinho. A obra aborda aspectos culturais, religiosos e de sobrevivência da população negra com enfoque no Rio de Janeiro e tendo como fio condutor o próprio Salgueiro. A letra do samba está em primeira pessoa como se o narrador fosse o próprio Salgueiro. A obra começa abordando o fim da escravidão no Brasil, colocada como uma "falsa liberdade" visto que a abolição não foi acompanhada por ações que promovessem a inserção de ex-escravizados na sociedade, propagando a miséria e a desigualdade entre a população de negros libertos ("Um dia meu irmão de cor / Chorou por uma falsa liberdade"). A seguir o samba evoca o orixá Xangô, padroeiro espiritual do Salgueiro e cita o gesto de punho erguido, utilizado em saudações antirracistas ("Kaô Cabecilê, sou de Xangô / Punho erguido pela igualdade"). O trecho seguinte traça um paralelo entre as senzalas do período da escravidão e as favelas do tempo presente. Também faz uma analogia entre a mortalidade de negros no tempo presente e os maus tratos sofridos por escravizados no tempo da escravidão ("Hoje cativeiro é favela / De herdeiros sentinelas / Da bala que marca feito chibata"). A seguir, o samba exalta como heróis todos os que lutaram pela abolição da escravatura ("Vermelho na pele dos meus heróis / Lutaram por nós contra a mordaça"). Nos versos seguintes, o samba passa a fazer referência ao próprio Salgueiro, aludindo à fundação da escola e homenageando as baianas da agremiação ("Ê, mãe preta, mãe baiana / Desce o morro pra fazer história / Me formei na Academia / Bacharel em harmonia / Eis aqui o meu quilombo, escola"). Academia do Samba é um dos apelidos do Salgueiro. "Bacharel em harmonia" faz referência ao samba "Vamos Embalançar a Roseira" composto por Geraldo Babão em 1953 para conclamar a união das três escolas do morro, o que resultou na fundação do Salgueiro. O refrão central do samba de 2022 faz menção à diversos desfiles de temática afro-brasileira do Salgueiro, como: Quilombo dos Palmares" de 1960; "Xica da Silva", de 1963; "Chico Rei" de 1964; "Tambor" de 2009; e "O Negro que Virou Ouro nas Terras do Salgueiro" de 1992 ("Ê, Galanga, ê, Rei Zumbi, Obá / Preta aqui virou Rainha Xica / Sou a voz que vem do gueto / Resistência no tambor / Pilão de preto velho eu sou"). A segunda parte do samba começa fazendo referência à aspectos da cultura afro-brasileira no Rio de Janeiro, citando manifestação de origem negra como capoeira, caxambu e jongo e fazendo alusão às religiões de matriz africana ("No Rio batuqueiro / Macumba o ano inteiro / Não nego meu valor, axé / Gingado de malandro / Kizomba e capoeira / Caxambu e jongo, fé na rezadeira / Tempero de iaiá / Não tenho mais sinhô / E nunca mais sinhá"). Segundo Leonardo Gallo, um dos compositores do samba, "o tempero de iaiá é todo o tempero que veio da África e foi disseminado no Rio". O verso "não tenho mais sinhô e nunca mais sinhá", apesar de aludir ao fim da escravidão, pode ser interpretado como uma indireta à ex-presidente do Salgueiro, Regina Celi, que era apelidada de "sinhá". Regina foi excluída do quadro social da escola após uma disputa judicial para permanecer na presidência da agremiação. O trecho seguinte cita o samba e o carnaval como formas de resistência cultural ("Sambo pra resistir / Semba meus ancestrais / Samba pelos carnavais") e homenageia o Morro do Salgueiro aludindo ao samba-exaltação da escola, "Torrão Amado" ("Torrão amado o lugar onde eu nasci / O povo me chama assim"). O refrão principal do samba homenageia o compositor e um dos fundadores do Salgueiro, Djalma Sabiá, morto em novembro de 2020 ("Salgueiro... Salgueiro... / O amor que bate no peito da gente / Sabiá me ensinou: Sou diferente"). O refrão também faz referência ao lema da escola: "nem melhor, nem pior, apenas uma escola diferente".
- 6. "Angenor, José & Laurindo" (Mangueira)

A faixa da Mangueira é interpretada por Marquinho Art'Samba. A obra homenageia Cartola, Jamelão e Delegado. Os primeiros versos do samba apresentam a Mangueira como um território habitado por maioria afro-brasileira e onde a poesia é constante. O trecho também faz alusão ao samba "Exaltação à Mangueira" e à canção "Autonomia", de Cartola ("Mangueira teu cenário é poesia / Liberdade e autonomia / Que o negro conquistou"). A seguir, o samba faz referência ao próprio Cartola, cujo nome de batismo é Angenor de Oliveira. Também cita um de seus maiores clássicos, a música "Alvorada" ("Mangueira, a alvorada anuncia / O legado a dinastia / A sabedoria se chama Angenor"). A seguir, a letra do samba reverencia a Mangueira como um "solo sagrado", fazendo menção aos três homenageados: o cantor Jamelão, o mestre-sala Delegado, e o cantor e compositor Cartola ("Nesse solo sagrado o samba ecoou / Tem cantor, mestre-sala e compositor"). O trecho também lembra outras ocupações dos homenageados. Enquanto Jamelão foi engraxate e vendedor de jornal, Cartola foi pedreiro e para que o cimento não lhe caísse sobre os cabelos, usava um chapéu, ganhando de seus amigos o apelido de Cartola ("Lustrando sapato, vendendo jornal / Chapéu de pedreiro no mesmo quintal / Três iluminados reis do carnaval"). O refrão central do samba também reúne referências aos três homenageados, fazendo alusão às músicas "As Rosas não Falam" e "O Sol Nascerá", ambas de Cartola ("As rosas não falam, mas são de Mangueira / Eu vi seu Laurindo beijando a bandeira / José Clementino na flor da idade / O Sol colorindo a minha saudade"). Mestre Delegado e Jamelão são citados pelos nomes de batismo: Laurindo e José Bispo Clementino, respectivamente. Segundo Bruno Souza, um dos compositores do samba, o trecho seguinte ("É verde e rosa a inspiração / A devoção por toda nossa raiz / Quem traz a cor dessa nação / Sabe que o morro é um país") "é a afirmação da comunidade mangueirense enquanto síntese do Brasil. De uma comunidade formada em sua maioria por trabalhadores(as) negros(as) dotados de talento, poesia e arte em sua essência e que representam não só o espírito mangueirense, mas também do que é a população brasileira". A seguir, o samba reverencia o talento do cantor Jamelão, que durante décadas foi o intérprete oficial da Mangueira ("A voz do meu terreiro / Imortaliza o samba") e do mestre-sala Delegado ("E quem guardou com amor o nosso pavilhão / Tem aos seus pés a nossa gratidão"). O refrão principal do samba diz que a Mangueira é um "céu estrelado" em referência aos seus baluartes ("Só sei que Mangueira é um céu estrelado / Não é brincadeira sou apaixonado / A Estação Primeira relembra o passado / Valei-me Cartola, Jamelão e Delegado").
- 7. "Igi Osè Baobá" (Portela)

A faixa da Portela é interpretada por Gilsinho. A obra faz uma analogia entre a Portela e o baobá, tema do enredo da escola. A letra do samba começa fazendo referência ao plantio do baobá e à mucua, o fruto da árvore ("Prepara o terreiro, separa a mucua"). A seguir, o samba cita apaocá, uma árvore africana cultuada como entidade ("Apaocá baixou no xirê"). Como não havia dessa árvore no Brasil no tempo da escravidão, ela foi substituída por uma jaqueira em cultos realizados por escravizados. A jaqueira é uma árvore identificada com a Portela. Xirê é uma roda de dança para a evocação dos orixás. No trecho seguinte, o narrador do samba aponta que a Portela partilha dos mesmos preceitos e saberes cultuados na África ("Em nosso celeiro a gente cultua / Do mesmo preceito e saber"). Nos versos seguintes, a letra do samba traça um paralelo entre a Portela e o baobá  ("Raiz imponente da primeira semente / Nós temos muito em comum / O elo sagrado de Ayê e Orum / Casa pra se respeitar, meu baobá!"). "Primeira Semente" é o título de um samba de Noca da Portela e Toninho Nascimento em homenagem à escola de samba. O trecho também aponta que tanto a Portela como o baobá são um "elo sagrado" entre o Ayê (terra/mundo físico) e Orum (céu/mundo espiritual). O refrão central do samba pode ser traduzido como um culto ao baobá seguindo as tradições africanas. O refrão começa com um pedido de benção (colofé) à Obatalá, o orixá responsável por criar a Terra e os humanos na tradição iorubá ("Obatalá, colofé / Tem batucada no arê / Pra minha gente de fé, ayeraye / Nessa mironga tem mão de ofá / Põe aluá no coité e dandá"). Mironga, na língua quimbundo, é traduzida como mistério ou segredo; Arê é rua ou encruzilhada; Ayeraye é traduzido como eternizar; Ofá é a arma sagrada de Oxóssi; Aluá é uma bebida feita com farinha de milho ou de arroz; Coité faz referência à cuia feita de crescentia cujete, popularmente conhecida como coité; Dandá é uma raiz africana também presente no Brasil. Os elementos citados no refrão central são comumente utilizados em cultos das religiões afro-brasileiras. A segunda parte do samba começa com uma saudação à Nanã, a orixá mais velha, identificada com terra/raiz ("Saluba, mamãe! Fiz do meu samba curimba"). Curimba são os cânticos entoados nos cultos das religiões afro-brasileiras. A seguir, o samba faz referência ao armazenamento de água dentro dos troncos de baobá ("Mata a minha sede de axé / Faz do meu Igi Osè moringa"). O trecho seguinte traça um paralelo entre a resistência dos escravizados africanos com a resistência de um baobá e com a própria Portela ("Quem tenta acorrentar um sentimento / Esquece que ser livre é fundamento / Matiz suburbano, herança de preto / Coragem no medo / Meu povo é resistência / Feito um nó na madeira do cajado de Oxalá / Força africana vem nos orgulhar"). O refrão principal do samba investe na analogia entre a Portela e o baobá ("Azul e banto, aguerê e alujá / Pra poeira levantar, de crioula é meu tambor / Iluayê na ginga do meu lugar / Portela é baobá no congá do meu amor"). O refrão começa fazendo um trocadilho com as cores da escola - azul e branco, e os bantus, grupo etnolinguístico africano. Também cita o aguerê (ritmo consagrado à Oxóssi) e o alujá (ritmo consagrado à Xangô). Iluayê remete ao samba de 1972 da Portela, até então o último enredo de temática afro da escola. Congá é o altar dedicado aos orixás e entidades das religiões de matriz africana.
- 8. "Canta, Canta, Minha Gente! A Vila É de Martinho" (Vila Isabel)

A faixa da Vila Isabel, em homenagem a Martinho da Vila, é interpretada por Tinga. Segundo André Diniz, um dos compositores do samba, a ideia da parceria foi descrever "um encontro com o Martinho de forma despojada". Nos primeiros versos da obra, o narrador do samba chama Martinho para assistir um desfile da Vila Isabel enquanto bebem cerveja ("Ferreira, chega aí / Abre logo uma gelada, vem curtir / A avenida engalanada / Nossa gente emocionada vai reluzir"). Ferreira é como os componentes mais antigos da escola de samba chamam Martinho, cujo nome de registro é Martinho José Ferreira. Os compositores também optaram por utilizar palavras comuns na obra de Martinho, como "engalanada", que significa enfeitada. A seguir, a letra da obra faz referência à vários sambas compostos por Martinho: "Sonho de Um Sonho" de 1980; "Iaiá do Cais Dourado" de 1969; "Glórias Gaúchas" de 1970; "Carnaval das Ilusões" de 1967; "Gbala - Viagem ao Templo da Criação" de 1993; "Pra Tudo se Acabar na Quarta-feira" de 1984; "Saideira" de 1979; e "Meu Laiá-raiá" música-título do álbum de 1970 do cantor ("Os sonhos de Iaiá / Suas glórias e cirandas resgatar / Não acaba quarta-feira a saideira / Nem o meu laiaraiá"). O verso seguinte faz alusão à cidade natal de Martinho, Duas Barras, no interior do Rio de Janeiro. Da "roça", Martinho foi morar na Serra dos Pretos-Forros ("Raízes da roça para os pretos-forros"). A seguir, "tanto talento não guarda segredo" faz referência à descoberta musical de Martinho como cantor e o sucesso do então ilustre morador de Vila Isabel ("O dono do palco, o Zumbi lá do morro / Pela vinte e oito, chinelo de dedo"). "Vinte e oito" faz referência ao Boulevard 28 de Setembro, a via principal do bairro de Vila Isabel. O trecho seguinte faz referência à Angola, país em que Martinho faz grande sucesso. O cantor esteve em Angola diversas vezes, incluindo durante o processo de Independencia do país e durante a Guerra Civil Angolana ("Se a paz em Angola lhe pede socorro / Filho de Teresa encara sem medo"). O trecho também cita Teresa, mãe de Martinho, símbolo de força para o compositor. O refrão central da obra faz referência à outros três sambas de Martinho: "Memórias do Pai Arraia" de 2016; "A Vila Canta o Brasil, Celeiro do Mundo - Água no Feijão que Chegou Mais Um", conhecido como "Festa no Arraiá", de 2013; e "Raízes" de 1987, o primeiro samba-enredo sem rimas do carnaval ("Seguiu escola do Pai Arraia / Reforma agrária e festa no arraiá / Em cada verso, mais uma obra-prima / Ousar, mudar e fazer sem rima") sendo que, no bis do refrão o último verso muda para "Só você pra fazer sem rima". Em 2012 Martinho tentou incluir o termo "reforma agrária" na letra de "Festa no Arraiá", mas os demais compositores ficaram receosos porque a escola pediu para não abordar política. A segunda parte do samba começa elencando diversos adjetivos à Martinho, apontando que ele foi uma espécie de "profeta" ao "prever" pautas como racismo e feminismo em suas letras de música. Também lembra que Martinho é escritor e foi condecorado com o título de honoris causa pela Universidade Federal do Rio de Janeiro ("Profeta, poeta, mestre dos mestres / África em prece, o griô, a referência / O senhor da sapiência, escritor da consciência / E a cadência de andar, de viver e sambar"). "África em prece" simboliza a representação das lutas e da religiosidade africana, tão defendidas por Martinho em sua discografia. Enquanto griô é o indivíduo que na África Ocidental tem por vocação preservar e transmitir as histórias, conhecimentos, canções e mitos do seu povo. A seguir, a obra faz referência à "Renascer das Cinzas", samba composto por Martinho em homenagem à Unidos de Vila Isabel, que num duplo sentido também pode fazer alusão ao esperado fim da pandemia de COVID, onde todos poderão voltar a se abraçar sem medo do contágio da doença ("Tão bom cantarolar porque o mundo renasceu / Me abraçar com esse povo todo seu"). O trecho seguinte remete à família de Martinho. Sem espaço para citar todos os filhos, os compositores optaram por citar o primeiro: Martinho Antônio, conhecido como Pinduca; e a última filha, Alegria ("Eu vou junto da família / Do Pinduca à Alegria pra brindar"). Segundo André Diniz, "nesse encontro com o Martinho, a família vai junto. Todos os filhos vão também, do Pinduca à Alegria". O verso seguinte faz referência à canção "Feitiço da Vila" de Noel Rosa, também regravada por Martinho ("Modéstia à parte, o Martinho é da Vila"). O refrão principal da obra faz referências ao samba-enredo da Vila de 1972, "Onde o Brasil Aprendeu a Liberdade", e à música "Canta, Canta Minha Gente" ("Partideiro, partideiro, ó / Nossa Vila Isabel brilha mais do que o sol / Canta, negro rei, deixa a tristeza pra lá / Canta forte, minha Vila, a vida vai melhorar"). No samba de 1972, Martinho utilizou a cantiga popular "Cirandeiro, cirandeiro ó / A pedra do teu anel brilha mais do que o sol". No samba de 2022, os compositores trocaram cirandeiro por partideiro, uma vez que Martinho é adepto do samba de partido-alto. A faixa termina com um coral cantando trecho do samba "Na Aba" de Ney Silva, Paulinho Correia e Trambique, sucesso na voz de Martinho.
- 9. "Waranã - A Reexistência Vermelha" (Unidos da Tijuca)

A faixa da Unidos da Tijuca é interpretada por Wantuir e sua filha, a cantora Wic Tavares. A obra aborda uma lenda indígena sobre a origem do guaraná. Os versos iniciais do samba sintetizam a tensão entre as forças do bem, representada por Tupana, e as forças do mal, simbolizada por Yurupari. Segundo a crença tupi-guarani, Monã é o deus criador do mundo e a divindade que rege o equilíbrio cósmico entre o bem e o mal ("Alto céu / De Tupana e Yurupari / Duas forças que vão fluir / A energia de Monã / Que equilibra o bem e o mal"). A seguir, a letra menciona Nusokén, a floresta encantada onde viviam três irmãos: os homens Yucumã e Ukumã'wató e a mulher Anhyã-Muasawê ("Um lugar onde as pedras podiam falar / Onde irmãos desfrutavam / A beleza singular"). Bonita, Anhyã era amada por todos os animais da floresta. Certa vez, uma cobra verde tomada de amor usou o perfume de uma flor para atrair Anhyã e com apenas um toque em seu pé a fez engravidar. Ao descobrir a gravidez, os dois irmãos homens expulsaram Anhyã da floresta ("Anhyã, bela e habilidosa / Mas a cobra ardilosa usa a flor pra lhe tocar"). A seguir, o samba apresenta um "falso refrão" sobre o nascimento e morte do filho de Anhyã, o menino Kahu'ê. Conta a lenda indígena que Kahu'ê gostava de colher os frutos da floresta, mas não sabia que havia uma iguaria proibida: a castanha da castanheira sagrada de Nusokén. Ao saberem que castanheira sagrada foi violada por Kahu'ê, seus tios invocaram Yurupari, que se transformou em uma serpente e matou o pequeno índio ("E nasce Kahu'ê, o curumim / De olhos alegres sempre assim / Presença tão breve / A ingenuidade sucumbe à maldade / Renasce Kahu'ê, o curumim / Seus olhos alegres não têm fim / Pois o bem é maior, vai reexistir"). Anhyã se transforma num pássaro e leva o corpo de seu filho para os arredores do rio Maráw, enterrando os olhos do menino e os regando com suas lágrimas. Onde foi plantado o olho direito do menino, nasce o fruto do guaraná ("Vida ligeira, passageira / Plantada no solo da pura emoção / De pele vermelha, os frutos de uma nação"). Diz a lenda que enquanto o passarinho Karaxué cantava, do corpo de Kahu'ê nascia Mary-Aypók, dando origem ao povo Mawé ("Vida inocente, vira semente / E ao som de uma ave a cantar / Floresce imponente o povo do guaraná"). A seguir, o samba faz referência aos problemas enfrentados por indígenas ao longo da História. Segundo o enredo da escola, as forças do mal de Yurupari continuaram assolando as florestas ao longo dos tempos na forma de colonizadores, caçadores, garimpeiros, madeireiros ilegais, grileiros de terras, desmatamentos e queimadas. O samba encerra deixando uma mensagem positiva de que, apesar dos problemas, o bem há de vencer ("E se a cobiça e o fogo chegarem na aldeia / Deixa a força Mawé ressurgir / E sorrir quando o sol reluzir / Nesse dia eles vão temer / E o amor vai vencer"). O refrão central cita os erês, que nas religiões afro-brasileiras são espíritos intermediários dos orixás. Os erês se comportam como crianças e gostam de beber guaraná. O refrão também cita o Morro do Borel, comunidade da Unidos da Tijuca ("Erê, essa mata é sua! É sua! / Erê, vem provar doce mel! Doce mel... / Waranã da Tijuca / Vem brincar no Borel!").
- 10. "Minha Vida É Uma Peça" (São Clemente)

O samba da São Clemente homenageia o ator Paulo Gustavo. A faixa abre com o som de um violino. Em seguida, os intérpretes Maninho e Leozinho Nunes dão seus respectivos gritos de guerra e iniciam o samba. A letra da obra está em primeira pessoa, como se fosse narrada por Déa Lúcia, a mãe de Paulo. Segundo Cláudio Filé, um dos compositores do samba, no primeiro verso o céu metaforicamente representa Paulo, que sorri pra Dona Déa. O verso seguinte faz alusão a São Clemente, que tem como uma de suas marcas a irreverência ("O céu me sorriu / A irreverência me chamou, eu vou / Imortal a nossa relação / A bênção lhe dou num gesto de amor"). O trecho seguinte cita as cores da escola e retrata o céu como um palco onde Paulo Gustavo pode contracenar com personalidades importantes do humor brasileiro como Grande Otelo e Dercy Gonçalves ("Pra você vestir preto e amarelo e sorrir / Atuar com Otelo e Dercy / Pra plateia vibrar, gargalhar, delirar"). A seguir o samba cita Marcelina e Juliano, personagens da franquia de filmes Minha Mãe É Uma Peça ("Na próxima cena, no primeiro plano / Nem só Marcelina, nem só Juliano / Milhões de herdeiros / Anunciando a mãe de todo brasileiro"). O refrão central do samba cita Dona Hermínia, personagem de Paulo em Minha Mãe É Uma Peça. Também defende o relacionamento LGBTQIA+, causa apoiada por Paulo, que era homossexual ("Dona Hermínia mandou avisar que pode / Brincar na avenida e dizer no pé / Mulher com mulher, tudo bem / Homem com homem também / O negócio é amar alguém"). Segundo Filé, os compositores optaram por uma mensagem direta, conforme a personalidade de Dona Hermínia. A segunda parte do samba começa citando o viúvo de Paulo, Thales Bretas, e os filhos dos dois, Romeu e Gael ("De Thales, o amor venceu / O sentimento mais fiel / Semente que gerou Romeu / Semente que gerou Gael"). O trecho seguinte homenageia Paulo como ídolo de uma geração, faz referência aos amigos do ator e alude a mais dois trabalhos importantes na carreira do humorista: 220 Volts e Vai que Cola ("Exemplo de atitude pra uma nova geração / Corrente de amizade sempre em alta tensão / Vai que cola esse meu despedaçado coração / Ah, coração!"). A estrofe termina com a narradora do samba, Dona Déa, se declarando e agradecendo a seu filho, Paulo Gustavo ("Sou eu a primeira plateia / Divina ideia, dei luz ao seu brilho / A nossa vida é uma peça / Graças a você, meu filho"). O refrão principal do samba transforma o nome da escola em adjetivo para celebrar a bondade de Paulo. Também faz referência a uma célebre frase do humorista: "Rir é um ato de resistência" ("São clementes aqueles que amam, que cuidam, que sentem / Mostrando a cara da nossa gente / Rir é resistir, seguir em frente / Paulo Gustavo pra sempre!").
- 11. "Ka Ríba Tí Ye – Que Nossos Caminhos Se Abram. O Tuiuti Canta Histórias de Luta, Sabedoria e Resistência Negra" (Paraíso do Tuiuti)

O samba do Tuiuti exalta a contribuição de negros na história da humanidade, começando pela mitologia dos orixás, passando por dinastias de guerreiros africanos até chegar à lideranças negras contemporâneas. Celsinho Mody e Carlos Júnior dividem os vocais. A letra da obra começa citando orixás em referência à mitologia iorubá ("Olodumarê mandou Oxalá me conduzir pelo céu da liberdade / Me falou Orumilá: Vai, meu filho, semear, pelo mundo, a humanidade / Nos caminhos de Exu, me perdendo, eu encontrei, nua e crua, essa verdade / Que a raiz do preconceito nasce do olhar estreito da cruel desigualdade"). A seguir, o samba cita os alabês, encarregados de tocar os tambores nos rituais de religiões afro-brasileiras. Também faz referência ao período da escravidão, aludindo ao canto dos escravizados e ao transporte de negros pelo oceano finalizando com uma citação à Pedra do Sal, local de importância para a comunidade afro-brasileira ("Sou alabê gungunando o tambor / Trago cantos de dor, de guerra e de paz / Pra ver secar todo pranto nagô / E gritar por direitos iguais / Meu sangue negro que escorre no jornal / Inundou um oceano até a Pedra do Sal"). Segundo Cláudio Russo, um dos compositores do samba, o refrão central faz alusão à "força da mulher preta, personificada por Dandara dos Palmares e também à essência de concentração de melanina, fator de orgulho diante da opressão generalizada" ("Ê! Dandara! / A espada e a palavra, ê! / Não vai ser escrava / Hei de ver noutras negras minas / Um baobá malê que nasceu do chão / Pra vencer a opressão / Com a força da melanina"). A segunda parte do samba começa exaltando o negro na cultura e na ciência e citando o título do enredo ("Negro é cultura e saber / Ka Ríba Tí Yê, caminhos de sol"). A seguir, a obra cita personalidades negras que servem de exemplo e inspiração, como a bailarina Mercedes Baptista, a ialorixá Mãe Stella de Oxóssi ("Onde Mercedes, Estelas / Por becos e vielas / Se fazem farol") e Benjamin de Oliveira, o primeiro palhaço negro do Brasil ("Pra iluminar alafins / E morrer só de rir, feito mil Benjamins"). A segunda parte finaliza fazendo nova referência à fé africana ("E cantar! Cantar! Cantar / A beleza retinta que veio de lá / E cantar! Cantar! Cantar / Pra saudar o meu orixá"). O refrão principal do samba utiliza diversas saudações à orixás, sendo "Ogunhiê" à Ogum; "Okê arô" à Oxóssi; "Laroyê" à Exu; e "Kaô" à Xangô. O refrão também cita Nelson Mandela e Zumbi dos Palmares ("Ogunhiê! Okê arô! / Laroyê! Meu pai, kaô / Tem sangue nobre de Mandela e de Zumbi / Nas veias do povo preto do meu Tuiuti"). A gravação do samba termina com uma locução de Grazzi Brasil exaltando nominalmente as personalidades negras citadas no samba.
- 12. "Meninos, Eu Vivi... Onde Canta o Sabiá, Onde Cantam Dalva e Lamartine" (Imperatriz Leopoldinense)

A última faixa, da Imperatriz, é interpretada por Arthur Franco e Bruno Ribas. O samba homenageia o carnavalesco Arlindo Rodrigues. Arthur abre a faixa com uma saudação em homenagem à Luiz Pacheco Drummond, histórico presidente da escola, morto em 2020 - a mesma feita por Preto Joia na faixa da escola no álbum de 1994. A letra do samba foi escrita na primeira pessoa do singular como se fosse narrada por Arlindo Rodrigues. Os versos iniciais da obra denotam uma conversa entre Arlindo e a escola de samba Imperatriz Leopoldinense ("Eu ainda era menino à luz de um nobre destino / O dom de tocar corações... / E você era menina / Suspirando poesias entre versos e estações"). Em seguida, Arlindo segue narrando sua trajetória intercalada com a da Imperatriz. O samba faz referência à Fernando Pamplona, referido como o "grande professor". Foi Pamplona quem levou Arlindo do Teatro Municipal para o carnaval ("Quando a mão do grande professor / Nosso caminho em ouro enfeitou / Fui da ribalta à Avenida"). O trecho também faz alusão ao carnaval de 1972, quando a Imperatriz serviu de cenário para a novela Bandeira 2, e inclui uma referência ao samba de 1972 da Imperatriz, "Martim Cererê" ("Você tão linda foi cenário de amor / Lá, lá, lá, lauê). A seguir, Arlindo lembra que partiu dele a ideia de fantasiar os ritmistas das baterias pela primeira vez no carnaval. O trecho também cita Joãosinho Trinta, que começou no carnaval sendo assistente de Arlindo ("Fiz da orquestra da folia, manequim das fantasias que João noutro tempo rasgou"). O refrão central do samba faz referência à materiais característicos do trabalho de Arlindo como a renda e o espelho ("Pega na saia rendada pra ver o que eu vi! / Espelho da raça encarnada Xica e Zumbi / E descobrir novos Brasis na identidade / Canta, Salgueiro, ô, salve a Mocidade!"). O refrão também lembra de enredos que o carnavalesco desenvolveu no Salgueiro e na Mocidade Independente de Padre Miguel, como Zumbi dos Palmares (Salgueiro, 1960); Xica da Silva (Salgueiro, 1963) e a Descoberta do Brasil (Salgueiro 1962 e Mocidade 1979). A segunda parte do samba começa com Arlindo lembrando sua chegada à Imperatriz Leopoldinense ("Lembro que o Imperador me levou pra ser rei em sua Assíria"). No trecho, "Imperador" faz referência ao presidente da Imperatriz na época, Luizinho Drummond, e "Assíria" seria a própria escola de samba. O verso também faz referência à peça O Arquiteto e o Imperador da Assíria, da qual Arlindo foi cenógrafo. Os versos seguintes fazem referência aos primeiros carnavais de Arlindo na Imperatriz. Na escola, o carnavalesco foi campeão em 1980, desfilando de dia, com um enredo sobre a Bahia ("Amanheceu e nós dois fomos uma só voz no altar da Bahia") e bicampeão em 1981 com uma homenagem ao compositor Lamartine Babo ("Brilhei... Neste palco iluminado"). O trecho faz referência ao samba de 1981. A seguir, são referenciados os desfiles de 1982, "Onde Canta o Sabiá", considerado o auge do apuro estético de Arlindo ("Dancei... Sabiá cantou meu apogeu") e seu último carnaval, em homenagem à Dalva de Oliveira, no mesmo ano em que faleceu, 1987 ("Numa derradeira serenata / Sonhei com Dalva e fui morar com Deus / Sonhei com Dalva e fui morar com Deus"). Nos versos seguintes, o carnavalesco, narrador do samba, celebra a homenagem recebida pela escola como se fosse um renascimento e termina declarando seu amor eterno à Imperatriz ("Seu samba nascendo no morro ecoa do povo e ressoa no céu / Desperto em seus braços de novo, no mais belo traço da flor no papel / Se a saudade é certeza / Um dia a tristeza será cicatriz / Eterna seja, amada Imperatriz!"). O refrão principal do samba é Arlindo celebrando a volta da Imperatriz ao Grupo Especial e se declarando à escola ("Vem me encantar! / Volta pro seu lugar! / Seu manto é meu bem-querer / E lá do alto o Pai Maior mandou dizer / Quem viveu pra te amar, seguirá com você"). "Pai Maior" pode ser entendido como uma referência à Luizinho Drummond. Segundo Gabriel Mello, compositor do samba, o refrão é uma mensagem "a todos aqueles que perderam as pessoas e à Imperatriz, que sofreu perdas importantes. A família que perdeu seu Luizinho, a escola como um todo que perdeu seu Luizinho, que foi seu grande líder, seu grande patrono, grande patriarca. Mas a todos aqueles que passaram por esse ano tão difícil, e que precisam encontrar forças para continuar".

## Crítica profissional
| Críticas profissionais | Críticas profissionais |
| Avaliações da crítica  | Avaliações da crítica  |
| Fonte                  | Avaliação              |
| ---------------------- | ---------------------- |
| O Globo                | Favorável              |
| Luiz Fernando Vianna   | Favorável              |
| Mauro Ferreira / G1    | [ 133 ]                |
| Sambario               | Favorável              |

Bernardo Araújo, do Jornal O Globo, elogiou o álbum ("tem uma boa safra de sambas, que varia pouco em tema mas sobra em inspiração e, principalmente, em orgulho negro"), destacando os sambas da Grande Rio e da Mocidade ("em uma rara incursão pelos terreiros"). O jornalista pontuou que a Beija-Flor "segue uma fórmula, mas ainda acerta um samba redondo"; a Mangueira apresenta "um samba agradável, mas sem a pegada dos sucessos recentes sob a batuta do carnavalesco Leandro Vieira"; as obras de Vila e Tijuca "são outros dos sambas com boa rotação neste pré-carnaval"; e a Viradouro "comparece com uma das obras mais originais: uma ode à folia em formato de carta".
Luiz Fernando Vianna, também do Jornal O Globo, fez mea-culpa sobre sua análise dos sambas de 2016. Na ocasião, o jornalista disse que "samba-enredo era um gênero exaurido". Em sua crítica para o álbum de 2022, Luiz reconheceu que precipitou-se: "Composições como as da Mangueira de 2019 e 2020, dentre tantas dos últimos carnavais, vem mostrando que o gênero está vivo". Sobre os sambas de 2022, Luiz pontuou que "a impossibilidade de se realizar ensaios em quadras lotadas fez com que o peso das torcidas e do dinheiro envolvido na produção fosse menor", sobressaindo a qualidade. Também apontou que "sem esperança de obter patrocínios, parte das agremiações se voltou para assuntos mais afeitos ao universo do samba. E sob uma ótica realmente popular". Para o jornalista, as obras de Grande Rio, Mocidade e Portela "bebem na fonte das religiões de matriz africana", gerando "sambas muito fortes, em melodias e letras". A Unidos da Tijuca apresenta "uma composição mais cadenciada". Também se destacam os sambas da Beija-Flor, Salgueiro e Paraíso do Tuiuti, "em que a ligação com a cultura negra é social e política". Homenageando Martinho, a Vila Isabel "também exalta a cultura negra, com um samba de melodia acidentada e letra comovente". O tema da Mangueira "pedia uma abordagem mais delicada, e ela veio na melodia e nos versos de Moacyr Luz e outros". A Viradouro "recorda com um feliz (nos dois sentidos) samba o carnaval pós-gripe espanhola de 1919" e a São Clemente "reverencia com leveza o ator Paulo Gustavo". O jornalista também exaltou a vitória de um compositor sozinho na Imperatriz Leopoldinense: "Gabriel conseguiu conciliar o lirismo que pede o enredo, sobre o trabalho do carnavalesco Arlindo Rodrigues, com a força para levantar a moral da escola".
Mauro Ferreira, do G1, elogiou o álbum ("a safra de sambas de enredo deste ano é boa – tomando como referência o padrão dos últimos vinte anos – sem ser especialmente brilhante"). O jornalista destacou os sambas de Beija-Flor, Grande Rio, Mangueira e Viradouro. Para Mauro, "melodia e letra evoluem em harmonia" na obra da Viradouro, que é "cantada com ardor por Zé Paulo Sierra". "A mesma evolução harmoniosa é perceptível no samba da Grande Rio". O samba da escola de Caxias é "um dos mais fortes da safra e, tal como o da Viradouro, foge da cadência da marcha". "No mesmo panteão, cabe destacar o samba e o enredo da Beija-Flor de Nilópolis. A voz inconfundível de Neguinho da Beija-Flor destila o orgulho do povo preto que não se cala diante do racismo mascarado". Mauro apontou que "também há beleza e melodia no samba da Mangueira". As obras de Mocidade e Unidos da Tijuca "contribuem para o bom nível do conjunto" e o "(também bom) samba da Imperatriz Leopoldinense se diferencia por vir assinado por um único compositor, Gabriel Mello, proeza rara em tempos de parcerias tão musicais quanto empresariais". Os sambas de Portela e Salgueiro "resultam levemente inferiores às produções recentes dessas duas tradicionais agremiações"; enquanto Martinho da Vila "merecia ser homenageado pela escola com samba mais inspirado, com a ressalva de que o refrão – costurado com versos que aludem a sucessos do artista – tem cacife para crescer no desfile". O samba da São Clemente foi apontado como o mais fraco da safra ("Pelo tanto de alegria que proporcionou ao Brasil, o ator, diretor e roteirista Paulo Gustavo merecia um samba mais empolgante").
Os editores do site especializado Sambario criticaram a gravação do álbum. Para Marco Maciel, nos EP's lançados semanalmente durante o Seleção do Samba, "o áudio do intérprete desponta abafado, a captação dos instrumentos de bateria segue deixando a desejar e chamam atenção alguns efeitos aleatórios, como os parecidos com videogame na faixa da Tuiuti e o melancólico violino da São Clemente. As prometidas melhoras na mixagem com o álbum na íntegra não foram tão percebidas". Carlos Fonseca pontuou que "o produto final apresenta uma sonoridade estranha, com naipes, cordas e vozes mal equalizadas". João Marcos escreveu que "a perda de qualidade pela ausência da mídia física faz com que tenhamos uma sonoridade pior do que a de anos anteriores. Os efeitos, muitas vezes, ficam escondidos, e as vozes, abafadas". Já a safra de sambas foi elogiada. Marco Maciel destacou que "a safra traz num primeiro pelotão os grandes sambas (pela ordem do CD) de Viradouro, Grande Rio, Mocidade, Vila Isabel e Unidos da Tijuca. Num segundo, os bons de Beija-Flor, Portela, Tuiuti e Imperatriz. E no último, Salgueiro, Mangueira e São Clemente". Para Carlos Fonseca, "quatro sambas despontam no pelotão da frente: Grande Rio, Unidos da Tijuca, Vila Isabel e Mocidade [...] Beija-Flor e Tuiuti, com bons sambas, aparecem logo atrás. Na sequência, a Viradouro desperta muita curiosidade com o seu samba-carta". João Marcos apontou que "a safra é razoável para boa, um pouco acima da média", destacando os sambas de Grande Rio, Mocidade e Vila Isabel como os melhores, seguidos, "um pouco abaixo", por Unidos da Tijuca e Viradouro.

## Os sambas no carnaval

### Premiações
Grande Rio e Mocidade tiveram os samba mais premiados do ano. Abaixo, os prêmios recebidos por cada samba:
| - "Fala, Majeté! Sete Chaves de Exu" (Grande Rio) 1. Estrela do Carnaval 2. Prêmio 100% Carnaval 3. Prêmio Feras da Sapucaí 4. Prêmio SRzd 5. Troféu Explosão in Samba - "Canta, Canta, Minha Gente! A Vila É de Martinho" (Vila Isabel) 1. Prêmio Gazeta do Rio 2. Plumas & Paetês Cultural | - "Batuque ao Caçador" (Mocidade) 1. Estandarte de Ouro 2. Fala Galera Carna Insta 3. Gato de Prata 4. S@mba-Net 5. Troféu Sambario - "Não Há Tristeza que Possa Suportar Tanta Alegria" (Viradouro) 1. Estandarte de Ouro de Inovação (samba em forma de carta) 2. Troféu Tupi Carnaval Total |

## Créditos
| Ao processo de elaboração do álbum se atribui os seguintes créditos: - Produtor fonográfico: Editora Musical Escola de Samba LTDA. (Edimusa) - Direção artística: Hélio Motta - Administração: Pedro Gomes - Assessoria de produção: Gleide Mota - Produção musical: Mário Jorge Bruno - Direção musical: Alceu Maia e Jorge Cardoso - Assistente técnico de produção: José Sartori (Magro) - Técnico de gravação: Douglas Silvino (Garrafinha) - Assistente de gravação: Victor Eduardo - Estagiário: José Villas - Mixado por: Mário Jorge Bruno - Assistente de mixagem: Victor Eduardo - Edição digital: Alceu Maia e Rafael Prates - Técnico de masterização: Ricardo Garcia - Revisão: Revendo Texto - Arregimentação do projeto e assistente de produção: Flávia Barbosa | - Projeto gráfico: Tátil design - Foto da capa: Renata Xavier - Foto da contracapa: Fat Press - Arranjo / regência: Jorge Cardoso (faixas 1; 2; 4; 7; 11); Alceu Maia (faixas 3; 5; 6; 9; 12); e Rafael Prates (faixas 8; 10) - Diretores de bateria: Ciça (Viradouro); Fafá (Grande Rio); Dudu (Mocidade); Rodney e Plínio (Beija-Flor); Guilherme e Gustavo (Salgueiro); Wesley (Mangueira); Nilo Sérgio (Portela); Macaco Branco (Vila Isabel); Casagrande (Tijuca); Jeferson Caliquinho (São Clemente); Marcão (Paraíso do Tuiuti); Lolo (Imperatriz) Base - Cavaco: Alceu Maia; Rafael Prates; Hugo Bruno; Betinho - Complementos de harmonia: Nelio Jr. (teclado); Jonathan Lima (teclado); Henrique Cazes (viola caipira, cavaquinho e violão tenor); Kayo Calado (cavaquinho e bandolim); Rafael Prares (bandolim, violão de seis cordas, violão de dez cordas); Carlinhos Sete Cordas e Victor Alves (violão de sete cordas) - Complementos de percussão: Binho Percussão |